# Гробница Тутанхамона
Гробни́ца Тутанхамо́на (KV62 англ. Kings' Valley No. 62) — древнеегипетская гробница в Долине царей, в которой в ходе раскопок английским исследователем Говардом Картером и археологом-любителем лордом Джорджем Карнарвоном в 1922 году была обнаружена мумия египетского фараона Тутанхамона, скончавшегося  около 1327 года до н. э. Открытие гробницы стало одним из крупнейших событий в истории египтологии и мировой археологии; гробница — одна из немногих, сохранивших наиболее ценные артефакты, несмотря на то, что её дважды расхитили грабители.
Археологические исследования Картера совпали с политическим кризисом в Египте, приведшим к провозглашению независимости страны в 1922 году. В 1924 году спор о продолжении исследований гробницы привёл к временному осложнению британо-египетских отношений; после разрешения конфликта Говард Картер смог вернуться к работе. В гробнице хорошо сохранились многочисленные предметы быта, украшения, артефакты, сопровождавшие фараона в последний путь. Четыре ковчега и три саркофага из драгоценных металлов сохранили мумифицированное тело фараона. Золотая маска, покрывавшая лицо и грудь усопшего фараона, стала одним из символов сокровищ гробницы и Египта. В KV62 сохранились следы переделки, которые свидетельствуют о том, что гробница строилась для другого высокопоставленного лица (возможно, женщины), но в ней спешно похоронили Тутанхамона.
Известное лишь специалистам имя Тутанхамона после сенсационного открытия гробницы стало нарицательным для древнеегипетской культуры. Открытие KV62 послужило толчком к изучению своеобразного амарнского периода в истории Нового Царства и дальнейшему распространению «египтомании» во всём мире. Скоропостижная смерть лорда Карнарвона способствовала распространению легенды о «проклятии фараонов». По результатам исследования найденных в гробнице артефактов в 1922—1933 годах были опубликованы трёхтомный труд и каталог.
Гробница (и её копия с 2014 года) является популярной туристической достопримечательностью Луксора. Предметы из гробницы составили отдельную экспозицию в Каирском египетском музее. Коллекция неоднократно успешно экспонировалась во многих музеях мира. Правительством Египта запланировано собрать и выставить на постоянной основе полную коллекцию артефактов из KV62 (ок. 5400 ед.) в новом Большом египетском музее, частичное открытие которого состоялось в 2024 году.

## Тутанхамон

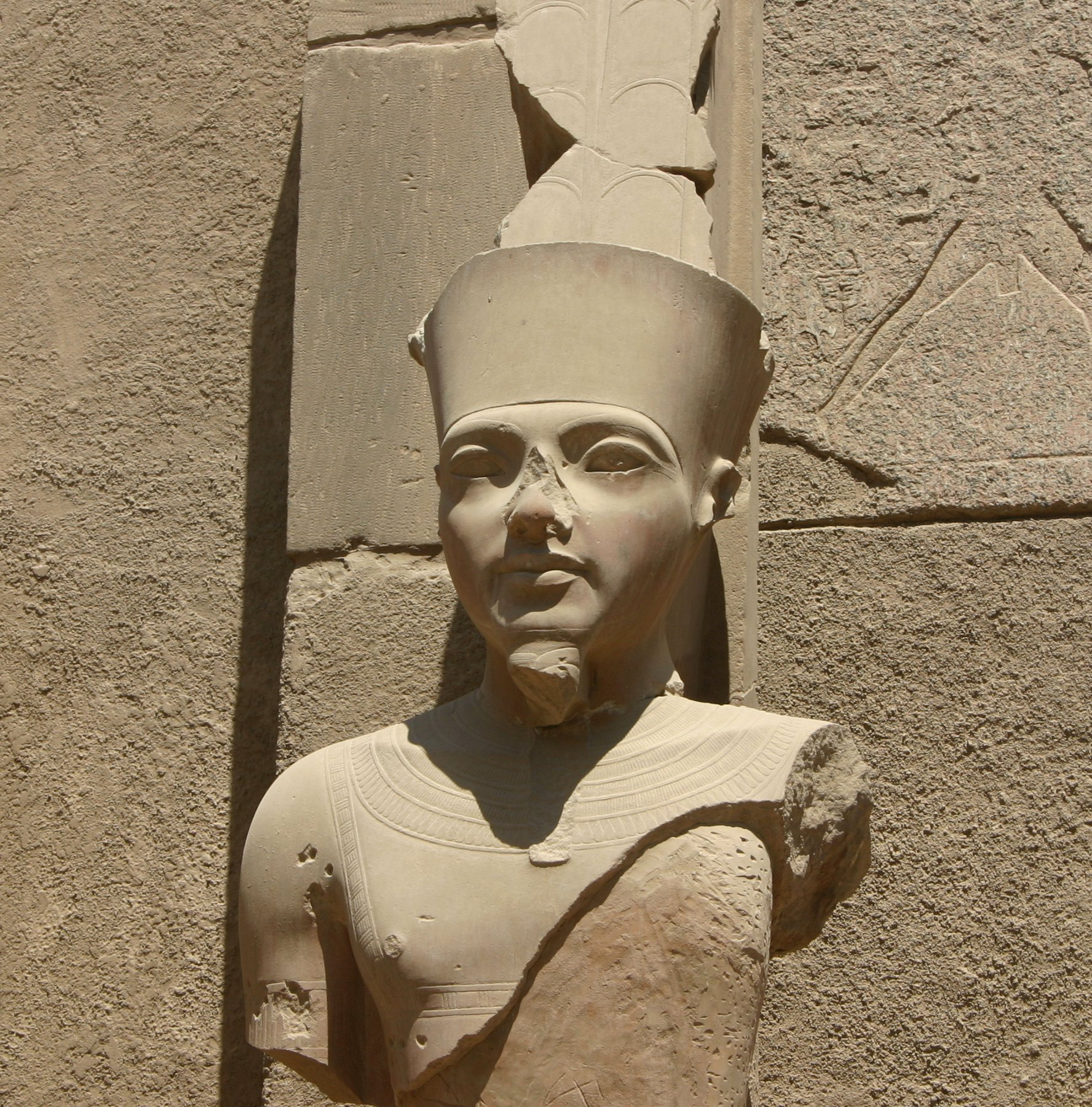
Тутанхамон. Статуя в Карнаке

Впервые имя Тутанхамона упоминается в работе 1847 года французского учёного Эмиля Присса, изучавшего Карнакский храм. О жизни Тутанхамона (около 1345 — около 1327 годов до н. э.) из XVIII династии Нового царства имелся значительный, но не всегда достоверный объём информации. Фараон Эхнатон, правивший около 1379—1362 годах до н. э., приходился ему тестем и, предположительно, отцом. Матерью Тутанхамона считается неидентифицированная принцесса из гробницы KV35.
Имя Эхнатона ассоциируется с рядом важнейших реформ, потрясших устои древнеегипетского государства. Он провозгласил культ Атона (атонизм), начал преследование жрецов других культов, перенёс столицу в новый город Ахетатон. После смерти Эхнатона страной правили Сменхкара, а затем — некая Нефернефруатон, которая могла оставаться регентшей при малолетнем Тутанхамоне.
В Ахетатоне археологами не найдено предметов с именем фараона Тутанхатона («Живое подобие Атона») или его тронных имён (Хорово имя, Имя по Небти). Это свидетельствует о том, что малолетний фараон начал своё правление после возвращения к прежнему культу со своим новым именем Тутанхамон («Живое подобие Амона»). Он пришёл к власти в возрасте около 10 лет (примерно в 1332 году до н. э.).
Покинув Ахетатон, двор Тутанхамона не вернулся в Фивы (божество-покровитель Амон), а обосновался в Мемфисе (божество-покровитель Птах). До достижения совершеннолетия его опекали влиятельные сановники. Правитель содействовал реставрации прежних порядков. Он легитимизировал своё правление, назвав себя прямым наследником фараона Аменхотепа III (своего деда), а Эхнатона провозгласил отступником.
Заботиться об уходе в мир иной, как было принято в Древнем Египте, начинали уже при восхождении на трон. Одна из незаконченных гробниц в Амарнском некрополе могла предназначаться Тутанхамону. Первоначально гробница для него планировалась к строительству в западной части Долины царей, на месте той, которая ныне именуется WV23 (впоследствии в ней был похоронен преемник Тутанхамона — Эйе).
Скоропостижная смерть Тутанхамона произошла примерно в феврале — марте 1327 года до нашей эры. Согласно обычаю, похороны должны были состояться через 70 дней. Руководил строительством гробницы Тутанхамона его преемник Эйе, он же отвечал за проведение похорон. Правители XIX—XX династий (Рамессиды) вычёркивали имена еретика Эхнатона и его прямых наследников. Как отмечала историк Кристина Дерош-Ноблькур: «Тутанхамон стал жертвой систематических попыток полностью стереть его из истории». К Новому времени о фараоне Тутанхамоне знали только специалисты.

## История открытия

### Предыстория
К началу XX века Долина царей — некрополь фараонов Нового царства — считалась археологически хорошо исследованной местностью. К этому времени её поверхность была полностью перекопана многими поколениями случайных охотников за сокровищами, расхитителей и археологов. Территорию долины покрывал практически сплошной слой щебня и мусора. Раскопки обычно проводились сезонно — в конце осени и зимой, когда спадала жара. Египетское правительство не располагало средствами и рассчитывало на помощь иностранцев. Изысканиями занимались представители музеев, группы учёных, спонсировавшиеся европейскими и американскими меценатами. В 1902—1914 годах раскопки в Долине царей производил американский археолог-любитель Теодор Дэвис. Получив концессию у египетского правительства, эксцентричный миллионер смог обнаружить и исследовать несколько гробниц, представляющих значительный интерес для науки. В их числе были мумия и саркофаг в гробнице KV55, а также гробница Хоремхеба (KV57) — последнее крупное открытие в Долине (1908). Однако Дэвис так и не смог найти нетронутую царскую усыпальницу и потерял надежду совершить серьёзное открытие. В 1914 году он продал концессию на раскопки Джорджу Карнарвону.
Лорд Джордж Карнарвон своё состояние потратил на исследование Древнего Египта, ставшее увлечением всей его жизни. В 1906 году он впервые получил разрешение на раскопки, но быстро понял, что ему необходим специалист. Говард Картер начинал деятельность в Египте в качестве рисовальщика и сделал себе имя как знаток древнеегипетского искусства. Не получив специального образования, он обучался у видных британских специалистов Перси Ньюберри и Флиндерса Питри. Картер начал самостоятельные раскопки в Египте в 1907 году в районе Дра Абу эль-Нага фиванского некрополя, где в 1914 году открыл гробницу Аменхотепа I, относящуюся к XVIII династии. Ему также довелось недолго поработать с Дэвисом, но они не сошлись характерами. Коллеги отмечали его как педанта и одновременно учёного с широким кругозором, весьма активного и целеустремлённого. Картер хорошо владел арабским языком и был способен организовать работу местных жителей на раскопках. В общении он считался сложным человеком, не прислушивался к чужому мнению, демонстрируя порой излишнее упрямство и самонадеянность.
Говард Картер, ученик Питри, хотя и принадлежал к археологам старого закала, превратился — если позволительно употреблять такое сравнение — в чиновника, облечённого в области археологии всей полнотой исполнительной власти, перешедшего от лихих кавалерийских рейдов в неизведанные страны к строгим методам топографа древней цивилизации.
При всем своём доктринёрстве Картер всё-таки умудрился сохранить энтузиазм, проявляя одновременно максимальную научную точность и добросовестность; благодаря этому он тоже занял место среди великих археологов, среди тех, кто с заступом в руках занимался не только поисками древних сокровищ и останков мертвых царей, но и пытался разгадать великие загадки человечества, воплотившего своё лицо, характер и душу в великих цивилизациях древности.
С 1907 года началось сотрудничество Карнарвона и Картера, они быстро нашли общий язык. В 1907 году Картер получал 400 фунтов в год, а спустя четыре года — уже 200 фунтов в месяц. Партнёрами двигала не одна только чистая любовь к науке. В конце XIX и начале XX века несколько крупных открытий в дельте Нила подогрели коммерческий интерес к культуре древнего Египта. Артефакты уже тогда считались хорошим вложением средств. Карнарвон был, помимо прочего, известен как обладатель одной из лучших коллекций древнеегипетского искусства в мире. Он прослыл удачливым поставщиком антиквариата, который находил в лавках древностей. Известно, что Картер консультировал, помимо Карнарвона, Эдварда Харкнесса и Галуста Гюльбенкяна по коммерческим вопросам коллекционирования.

### Определение места раскопок
Теодор Дэвис, завершив свои разработки в Долине царей, ясно высказался о том, что значительные открытия в ней более невозможны и искать следует в других местах. Этого же мнения придерживались представители других недавних археологических экспедиций. Отговаривал концессионеров от потери времени руководитель Службы древностей, видный египтолог профессор Масперо. Однако у английских исследователей были свои виды на Долину. Как полагал Картер, после Лепсиуса (1844 год), настоящие научные исследования в Долине не производились.
Дэвис отказался от своих притязаний на раскопки ещё в 1914 году, но до октября 1917 года организовать работы не представлялось возможным. Говард Картер не был призван на фронт Первой мировой войны и занимался другими проектами в западной части Долины. Тем не менее он постоянно носил с собой карту центральной части Долины и тщательно разметил её на сектора, прикидывая место для будущих раскопок. Все предыдущие разработки имели крайне разрозненный характер, от прошлых экспедиций не осталось ни планов, ни карт. Исследователи решили начать планомерные действия и прежде всего расчистить поверхность до скального основания. Отдельные случайные находки в других гробницах говорили о том, что в районе центра Долины всё ещё возможно обнаружить крупное захоронение. Предполагалось, что здесь можно найти останки Эхнатона, Сменхкара. Однако Картер искал именно захоронение Тутанхамона.

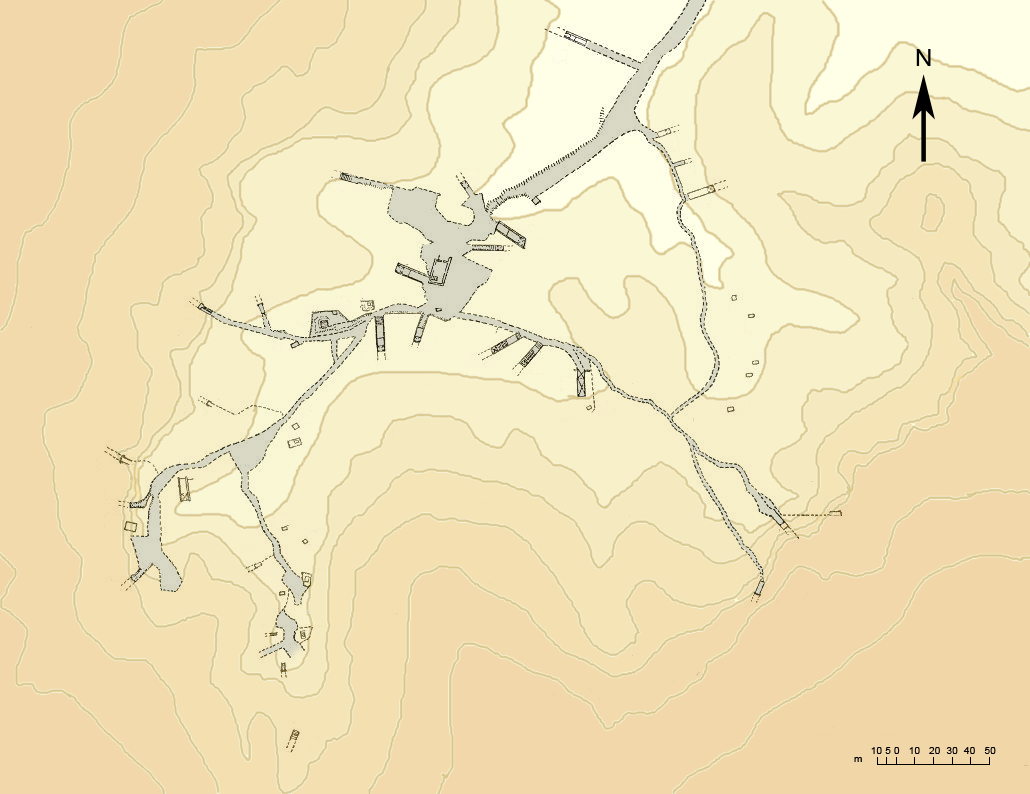
Карта Долины царей

По правде говоря, мы надеялись на большее. Меня могут обвинить в том, что я проявляю прозорливость задним числом, но все же я скажу, что у нас была совершенно определённая надежда найти гробницу определённого фараона, а именно фараона Тутанхамона.
— 
Исторические свидетельства из Карнакского храма, говорили о том, что в последний период жизни фараон переехал в Фивы, значит Тутанхамон должен был быть похороненным в Долине царей. Проверка списка всех мумий, документов, найденных в Долине в период с 1875 по 1898 год, не выявила местонахождение останков фараона. Он не мог исчезнуть без следа. Ещё Дэвис в ходе своих изысканий обнаружил осколок золотой пластинки и кубок с тронным именем юного правителя Египта, а также несколько глиняных печатей с его картушем около гробницы KV55. Именно Тутанхамон и распорядился перенести останки фараона-еретика Эхнатона в Долину царей. Логично было предположить, что и его могила должна быть где-то рядом. То, что фараон остался малоизвестным, увеличивало шансы на сохранность места его погребения. В сопоставлении этих фактов велика роль американского учёного Герберта Винлока. Сотрудник Метрополитен-музея проанализировал данные, собранные командой Дэвиса. Его труды в значительной мере помогли Картеру, хотя сам Винлок никаких особенных закономерностей в обнаруженных совпадениях не усмотрел.
Все эти находки и их отсутствие давали основания для надежды и показывали направление поисков. Раскопки было решено вести в районе треугольника из гробниц: Рамсеса II (KV7), Мернептаха (KV8), и Рамсеса VI (KV9). Немецкий историк Керам отмечал, что к началу XX века раскопки и исследования в Египте, наконец, приобрели организованный характер. В распоряжении экспедиции Карнарвона и Картера были значительные людские и технические ресурсы, поддержка со стороны египетских властей. C 1917 года пять лет исследователи планомерно расчищали поверхность, в поисках возможного входа в гробницу. За это время рабочие постепенно убрали несколько тысяч тонн щебня и мусора. Для вывоза отходов была построена небольшая ветка узкоколейной железной дороги. Затраты составили около 25 тысяч фунтов.
Результатов почти не было — удалось обнаружить только две недостроенные гробницы и несколько погребальных сосудов.. Летом, перед очередным сезоном, Карнарвон заявил, что поймёт, если учёный решит прекратить бесплодные попытки и перенести раскопки в другое место. Средства заканчивались, и сезон 1922—1923 годов должен был стать последним. Картер, однако, не беспокоился о судьбе предприятия: концессию охотно перекупили бы другие желающие.. Интерес, в частности, проявлял известный армянский меценат Гюльбенкян. Карнарвон чувствовал себя плохо и в Луксоре бывал только наездами. Однако Картер не терял надежды и был настроен на успех. Приехав в октябре 1922 года в Каир, он купил на базаре канарейку. Слуга учёного, увидев птицу, сказал хозяину, что канарейка приносит удачу.

### Обнаружение гробницы

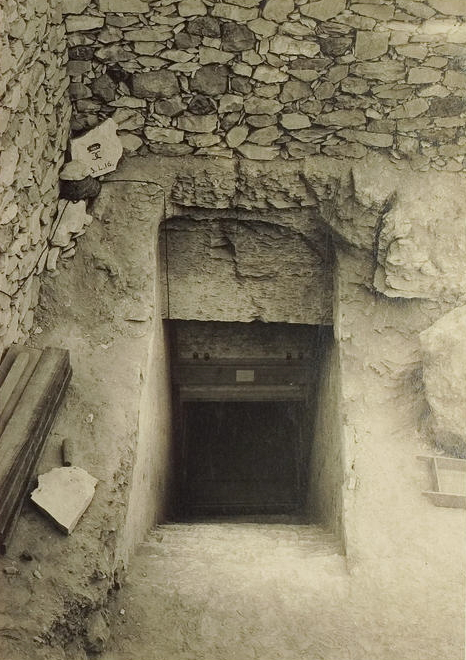
Вход в гробницу

К началу сезона 1922—1923 года нерасчищенным остался небольшой участок земли, на котором имелось несколько хижин древних строителей времён XX династии, что косвенно свидетельствовало о возможном захоронении. В нескольких футах от участка остановился в своё время и Дэвис. Картер вспоминал, что собирался начать именно здесь, но из-за советов коллег отложил данное место на последний момент. Кроме того, хижины находились рядом с гробницей KV9 Рамсеса VI — популярной достопримечательности у туристов, вход в которую Картер не хотел перекрывать раскопками. Горизонтальное расположение KV9, находящейся практически над будущей главной находкой всей жизни Картера, также сбивало с толку предыдущих исследователей.

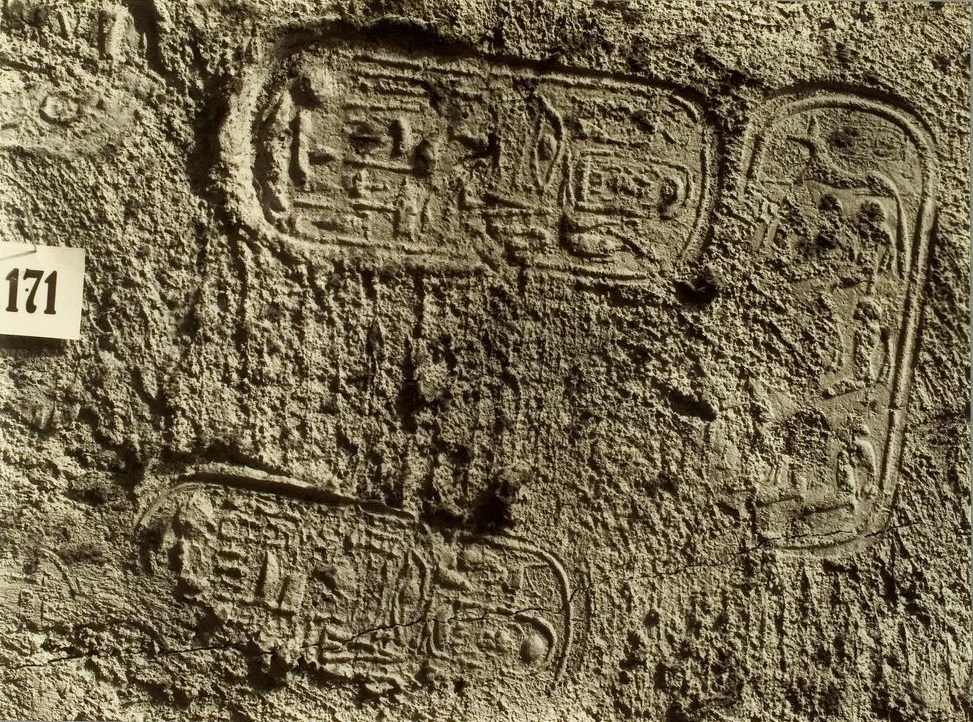
Печати на входе. Правый оттиск с различимым шакалом сверху упоминает девять луков. Верхняя печать с картушем и тронным именем Тутанхамона

Вечером 2 ноября 1922 года, Картер приказал рабочим начинать сносить хижины. Когда на следующий день, утром 3 ноября, он прибыл на место проверить состояние дел, то заметил странную тишину. Его ждали и не решались продолжать. Под одной из лачуг рабочие обнаружили каменную ступеньку. Она находилась всего в 13 футах от входа в гробницу Рамсеса VI. К вечеру 5 ноября стало ясно, что это вход в неизвестную гробницу. После первичной расчистки открылась заштукатуренная стена из камней, с хорошо сохранившимися печатями. Поскольку оттиски (шакал и девять луков) принадлежали царскому некрополю, Картер уже не сомневался, что за ними гробница самой высокопоставленной персоны, судя по стилю — XVIII династии. Ступеньки уходили глубоко под землю примерно под углом 45°. Для XIX и XX династий был характерен горизонтальный вход, затем плавно уходящий вглубь. Учёный некоторое время сомневался в своих выводах. Ещё раз перепроверив печати, утром 6 ноября, Картер дал из Луксора телеграмму отсутствовавшему тогда Карнарвону:

Наконец сделали удивительное открытие в Долине: великолепная гробница с нетронутыми печатями; закрыта до вашего прибытия. Поздравляю.
Оригинальный текст (англ.) At last have made wonderful discovery in Valley: a magnificent tomb with seals intact; re-covered same for your arrival. Congratulations.
— 
Затем Картер распорядился засыпать обратно только разрытую лестницу и даже накатить сверху массивные камни — он чрезвычайно опасался проникновения посторонних. Долина царей уже тогда была популярной туристической достопримечательностью, и оградить бесценную находку иным способом пока не было возможности. Три недели, превозмогая нетерпение, Картер ждал в Луксоре своего патрона. Он мог расчистить дверь всего на несколько дюймов ниже и уже знал бы, что оказался абсолютно прав. 23 ноября в Луксор прибыл лорд Карнарвон с дочерью Эвелин Герберт. Работы были продолжены. 24 ноября Картер, наконец, полностью открыл стену и увидел иероглифы на втором комплекте печатей-картушей — тронное имя фараона Тутанхамона — Небхепрура. Небольшое отверстие в перекрытии показало, что внутреннее пространство «коридора» практически полностью завалено грунтом.
После первичной расчистки Картер и Карнарвон поначалу испытали некоторое разочарование. Дверь-переборка явно была вскрыта и затем восстановлена ещё в древности. Впрочем, то, что дверь была восстановлена с царскими печатями, оставляло шансы на успех. Оказалось, расхитители могил проникли внутрь прохода через узкий подкоп сверху. В помещении лежала масса обломков и мусора из других гробниц и династий. Исследователи всё ещё не были уверены в масштабе открытия — «Слишком хорошо, чтобы быть правдой». Не исключалось, что они обнаружили заброшенную, недостроенную гробницу, в лучшем случае, известный в археологии «склад мумий», куда переносились останки с целью спасти от разорителей. Лестница, коридор и помещения были небольшими, отчего владельцем гробницы мог оказаться высокопоставленный сановник, но не фараон. 26 ноября после расчистки прохода обнажилась вторая перегородчатая дверь с царскими печатями между коридором и передней комнатой. Проделав небольшое отверстие в стене, Картер немного выждал — бывали случаи, когда за тысячи лет в полностью закрытых помещениях накапливался природный газ. Затем, осторожно просунув внутрь осветительный прибор, археолог первым разглядел пространство второй комнаты, где сохранилось множество предметов огромной ценности. «Видите ли вы там что-нибудь?» — спросил его Карнарвон в нетерпении. Картер ответил: «О да, удивительные вещи!».
Отверстие немного расширили, первой внутрь проникла хрупкая леди Эвелин и провела первичный осмотр. 27 ноября вслед за ней, расширив проход, последовала вся команда. Картер поставил в известность местные власти и пригласил инспектора Службы древностей. В камере сохранились следы проникновения воров. Исследователи сразу обратили внимание на следующую, третью по счёту дверь, между двумя статуями фараона. Скорее всего, за ней была погребальная камера. Однако для того, чтобы проникнуть к саркофагу и мумии, необходимо изучить, описать и расчистить помещение. Его заполняли ценнейшие артефакты, предметы, оставленные усопшему: колесницы, ложа, трон, вазы, несколько ларей. Нельзя было просто сдвинуть предмет, его следовало пронумеровать, сфотографировать и обеспечить сохранность, так как от неосторожного прикосновения он мог распасться. Слева от коридора, на южной стене обнаружили другой незаделанный пролом расхитителей. За ним оказалась ещё одна небольшая боковая камера, названная «кладовой». Если в прихожей вещи были в относительном порядке, здесь преступники всё перевернули и перетряхнули, смешав вещи с мусором на полу и оставив их в полном беспорядке.
| код                        | описание (на англ.)                  | размеры м   | площадь м² | Дата открытия   | Краткое описание артефактов            |
| -------------------------- | ------------------------------------ | ----------- | ---------- | --------------- | -------------------------------------- |
| 10                         | Лестница (Stairway)                  | 4,70 x 1,60 | 7,52       | 4 ноября 1922   |                                        |
| 8                          | Проход (Corridor)                    | 7,60 x 1,70 | 12,92      | 25 ноября 1922  | двери переборки с печатями             |
| 4                          | Передняя комната (Antechamber)       | 3,60 x 8    | 28,8       | 26 ноября 1922  | троны, ложа, колесницы, статуи стражей |
| 2                          | Погребальная камера (Burial chamber) | 6,40 x 4    | 25,60      | 16 февраля 1923 | ковчеги, саркофаги, мумия Тутанхамона  |
| 1                          | Сокровищница (Treasure)              | 3,80 x 4,70 | 17,86      | 16 февраля 1923 | саркофаг с канопами, статуя Анубиса    |
| 5                          | Кладовая (Annex)                     | 2,60 x 4,30 | 11,18      | 26 ноября 1922  | съестные припасы, одежда               |
| общая площадь около 104 м² |                                      |             |            |                 |                                        |

Схема гробницы

29 ноября, после некоторых споров, состоялось официальное открытие гробницы. Картер разрешил посещение гробницы местным официальным лицам. Археолог очень опасался повреждения находок, но не мог отказать, — ему угрожали международным скандалом. Затем доступ к гробнице был ограничен насколько возможно. Масштаб открытия намного превзошёл ожидания. Картер и Карнарвон приняли решение снова замуровать гробницу и основательно подготовиться к дальнейшим исследованиям. Ближайший крупный город Луксор не мог предоставить всего необходимого. Картер выехал в Каир за покупками и чтобы договориться о предоставлении рабочих. Первым делом он заказал стальную решётку для прихожей, оборудование и материалы для исследования и консервации находок. 16 декабря изучение гробницы возобновилось.

### Начало исследований

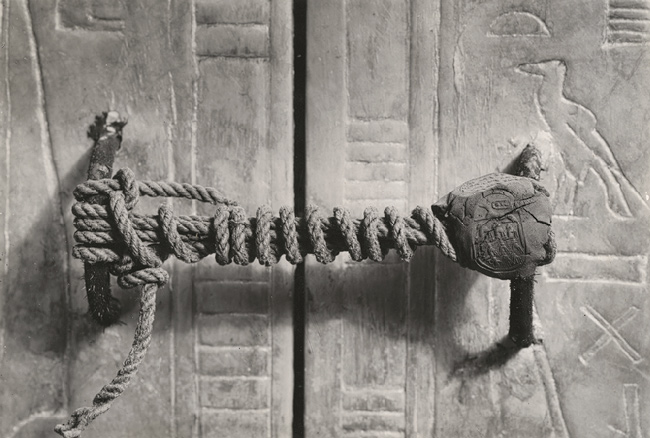
Целые печати на дверях второго внутреннего ковчега свидетельствовали о том, что мумия осталась непотревоженной.

Открытие британских археологов стало сенсацией мировых СМИ. Уже после первого сообщения лорду Карнарвону, ставшему достоянием общественности, команде непрерывным потоком пошли письма и телеграммы. Гробницу осадили корреспонденты газет, кино- и фотожурналисты, зеваки. Чтобы остановить поползшие фантастические слухи о якобы разграбленной самими учёными гробнице, Карнарвон пошёл на контакт с прессой. 30 ноября первый материал о находке дал каирский корреспондент «Times» Артур Мертон. Спустя 6 недель Карнарвон продал «Times» эксклюзивные права на освещение событий, связанных с гробницей, за 5000 фунтов и процент роялти. Помимо британской газеты, многие ведущие мировые издания вели регулярные репортажи из Долины царей. Провинциальный городок Луксор, в котором было всего два отеля международного уровня, оказался в центре бурных событий.
Юный фараон отныне стал знаменитостью. В очередном издании по Египту туристического гида «Baedeker» только Сети I и Рамсес III оказались описаны подробнее, чем Тутанхамон. Посетители Долины и раньше доставляли неудобства, но теперь работать рядом с ними становилось крайне затруднительно. Для сохранности пришлось организовать систему круглосуточной охраны под руководством Ричарда Адамсона, но даже это команде исследователей представлялось недостаточным. Поэтому во время каждого длительного отъезда главных лиц вход в гробницу снова полностью засыпали — время показало действенность этой меры.
Картер, понимая, что не справится самостоятельно со значительным объёмом работ, запросил помощь у коллег и получил её в полной мере. Дальнейшие события, по мнению Керама, стали примером масштабного, истинно бескорыстного научного сотрудничества. Самую большую поддержку группе оказал руководитель работавшей неподалёку в Фивах экспедиции Метрополитен-музея мистер Альберт Литгоу. После осторожной просьбы он предоставил в полное распоряжение Картера своего фотографа Бертона и двоих опытных чертёжников. По первому зову в Луксор прибыло несколько известных специалистов египтологов и представителей смежных специальностей, сформировалась команда специалистов, работавшая несколько лет в гробнице Тутанхамона.
Члены команды раскопок:

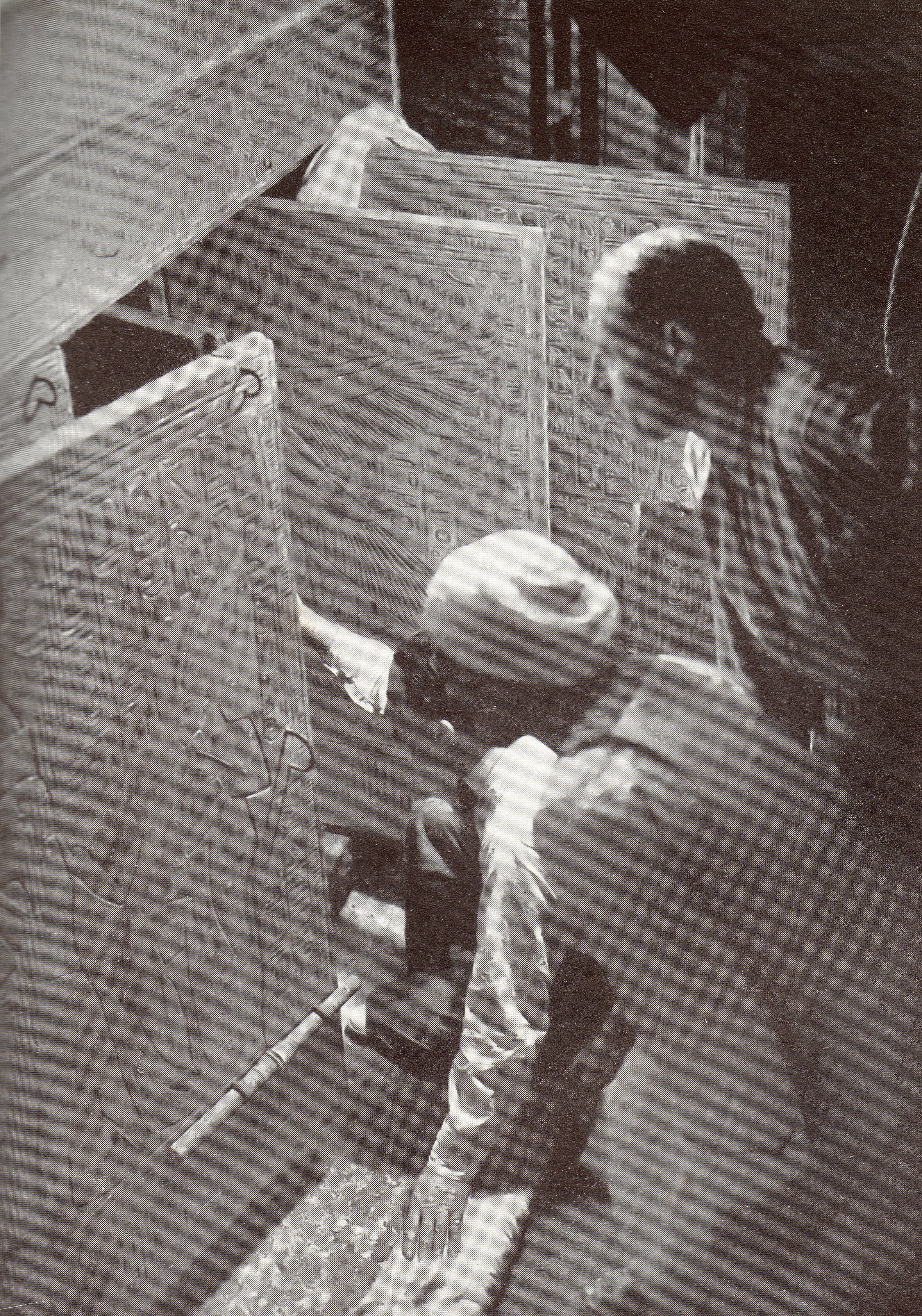
Картер, его ближайший помощник Каллендер и рабочий-египтянин открывают дверцы ковчега

- Лорд Карнарвон (1866—1923) — меценат и куратор раскопок;
- Говард Картер (1874—1939) — археолог и руководитель раскопок;
- Артур Каллендер[англ.] (1875—1936) — инженер, личный помощник Картера
- Артур Круттенден Мейс (1874—1928) — бывший помощник куратора в Метрополитен-музее, личный помощник Картера ;
- Альфред Лукас[англ.] (1867—1945) — химик;
- Гарри Бертон[англ.] (1879—1940) — фотограф;
- Перси Ньюберри[англ.] (1869—1949) — египтолог и ботаник;
- Алан Гардинер (1879—1963) — филолог египтолог;
- Джеймс Генри Брэстед (1865—1935) — египтолог, историк восточного искусства;
- Вальтер Хаузер[итал.] (1893—1959) — архитектор и художник;
- Линдси Фут Холл[итал.] (1883—1969) — художник;
- Ричард Адамсон — ответственный за безопасность раскопок.

25 декабря 1922 года из гробницы извлечён первый предмет. Разбор артефактов, как вспоминал Картер, напоминал игру в бирюльки: необходимо было с крайней осторожностью, постепенно, разбирать завалы, устанавливая подпорки. Для анализа, фотографирования, также в качестве временной реставрационной мастерской использовалась соседняя пустующая гробница Сети II, находившаяся несколько в стороне от туристических маршрутов. Хрупкие и распадающиеся от прикосновения предметы укреплялись парафином и целлулоидом. Ожерелья с истлевшими нитками нанизывали на новую основу. Разбор передней комнаты занял примерно семь недель. Самой сложной частью был вынос колесниц, которые пришлось демонтировать, частично — распилить и собрать снова. В один из дней небо заволокло тучами. Сильный ливень, который временами случался в этой местности, мог нанести непоправимый ущерб, от него нельзя было бы укрыться. Однако учёным повезло: прошёл лёгкий дождь.
С декабря Картер организовал процесс транспортировки. Из всех возможных способов перевозки археолог выбрал временную «Дековилевскую» узкоколейную железную дорогу. Небольшая ветка использовалась для вывоза щебня при расчистке Долины, но её длины не хватало. Рабочие собирали железнодорожное полотно перед двигающимися вагонетками и разбирали сзади. Расстояние в 9 км до берега Нила было пройдено примерно за 15 часов. После этого упакованные грузы переправлялись пароходом в Каир. Наиболее ценные предметы под вооружённой охраной впоследствии переправили железной дорогой из Луксора.

### Исследование погребального покоя

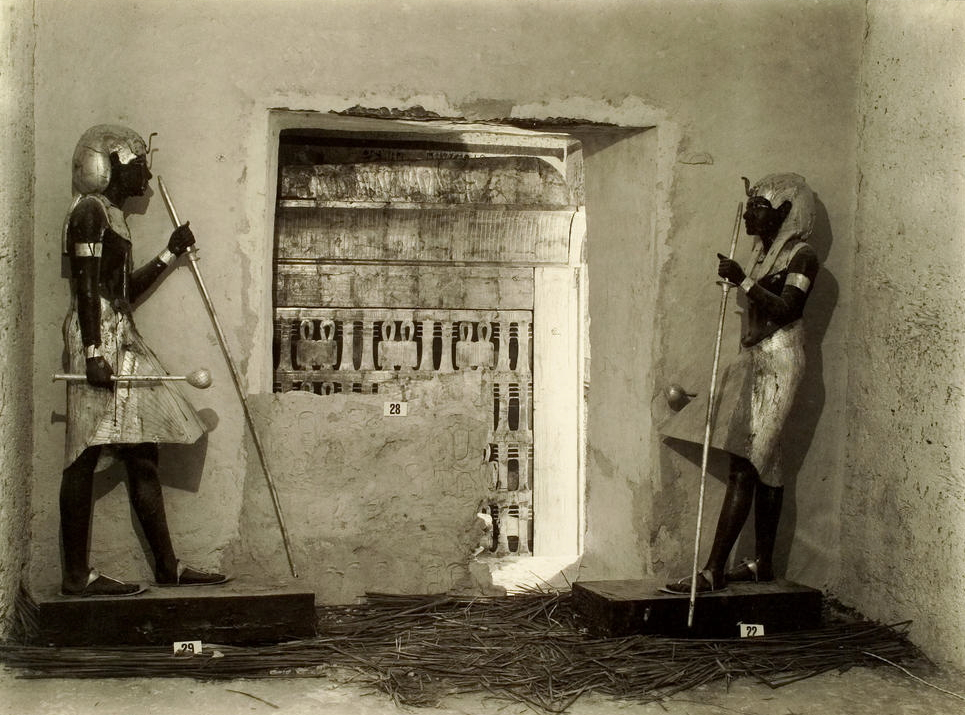
Фараон и его Ка. «Стражи» перед частично разобранным входом в погребальную камеру

К февралю 1923 года всё пространство прихожей комнаты было исследовано и расчищено. 17 февраля исследователи приступили к вскрытию двери в погребальную камеру. Чтобы избежать возможных кривотолков, вскрытие происходило перед зрителями из числа официальных лиц Службы древностей и египетских властей, расположившихся в креслах перед стеной. Картер поступил так же, как и с предыдущими перекрытиями: предварительно проделал небольшое отверстие и осветил внутреннее пространство. Перед ним, по первому впечатлению, виднелась целая стена из золота. Продвижение задержалось на два часа, так как археолог обнаружил рассыпанное ворами ожерелье. Пока он педантично собирал все бусины, зрители ждали. После открытия прохода взорам предстала позолоченная стена гигантского ковчега, длиной свыше пяти метров, закрывающего саркофаг и занимавшего практически всю комнату. От стен его отделяли проходы всего около 0,65 м, так что пройти внутрь всем желающим не представлялось возможным. Стены украшали сюжеты похоронных ритуалов из книги Амдуат. Погребальная камера оказалась углублена относительно передней комнаты примерно на один метр. В восточной стене прекрасно сохранившегося ковчега обнаружились дверцы. Конструкция со вложенными ковчегами и саркофагами не стала сюрпризом для археологов, однако наяву учёные видели её впервые. Открыв дверцу, исследователи обнаружили внутренний ковчег и на нём оказались неповреждённые печати. Содержимое ковчегов и мумия фараона не пострадали.
В западной стене находился незамурованный проход в сокровищницу. Здесь сохранились погребальные предметы высочайшего художественного уровня. Вход в неё, как предписано Книгой мёртвых, охраняли символы загробного мира: изваяния бога-шакала Анубиса на носилках, и голова коровы Мехурт (одна из ипостасей богини Хатхор). В центре комнаты бросался в глаза обитый золотом ковчег и четыре статуэтки богинь в охранных позах вокруг него. Статуэтки произвели самое большое впечатление на Картера среди всего, что он обнаружил в сокровищнице гробницы. Осмотр показал, что и здесь побывали воры. Впрочем, на первый взгляд самые ценные предметы (статуи и малый золотой ковчег) не были повреждены. Картер распорядился временно закрыть сокровищницу деревянной дверью, чтобы она не отвлекала, и приступить к ней позже.
Сезон 1923—1924 годов начался в декабре. Команда исследователей планировала заниматься только похоронным покоем. В тесном помещении с помощью сложной системы лесов, лебёдок и блоков один за другим были разобраны четыре ковчега, вложенных один в другой. Деревянные ковчеги толщиной свыше 30 мм украшены орнаментом и позолотой. Отдельные элементы достигали массы 750 кг. Только разборка ковчегов заняла 84 дня. 3 февраля 1924 года исследователи за четвёртым ковчегом обнаружили саркофаг, целиком вырезанный из монолитного красного кварцита, размерами: 2,75 м в длину, 1,5 м в ширину и 1,5 м в высоту. Закрывала его гранитная плита массой свыше тонны. Она треснула посередине и поднять её лебёдками удалось с большой предосторожностью. 12 февраля 1924 года исследователи торжественно подняли гранитную крышку кварцитового саркофага. Это был момент триумфа для Картера и всей команды. Впервые в истории науки египтологи увидели наяву золотой гроб фараона. На этом работы в гробнице пришлось остановить.

### Кризис
Открытие гробницы совпало с периодом перемен в политической жизни страны и осложнением египетско-британских отношений. С 1882 года, после войны, Египет находился под протекторатом Великобритании. С 1919 года в обществе начались массовые выступления за признание независимости страны. 28 февраля 1922 года была подписана Декларация независимости Египта.
Вопрос, где останутся найденные сокровища, перед началом концессии не обсуждался. Договор концессии ясно этот момент не толковал. Мумия и саркофаги, если таковые будут найдены, должны были перейти во владение государства. Остальными найденными сокровищами распоряжались бы британцы и они, скорее всего, распределились между Службой древностей, личной коллекцией Карнарвона и несколькими ведущими западными музеями. Будь открытие в Долине царей сделано на 10 лет раньше — так бы и произошло. Известно, что Картер обещал представителю Метрополитен-музея мистеру Литгоу поделиться частью сокровищ в знак признательности за его помощь. В новых реалиях договор концессии необходимо было пересмотреть. Исторически сложилось так, что Службой древностей Египта, которая и подписывала разрешения на раскопки, руководили французы, находившиеся в сложных отношениях с англичанами. В своё время Масперо запретил Картеру заниматься исследовательской работой в Египте. Хотя он же впоследствии снял запрёт и рекомендовал Картера Карнарвону как знатока египетского искусства. Пришедший на смену Масперо в 1914 году новый директор Службы древностей Пьер Лако занимал откровенно проегипетскую позицию

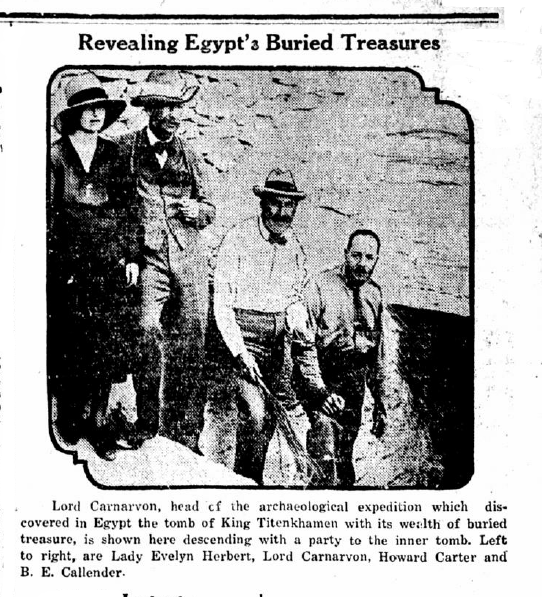
Публикация в одной из американских газет 1922 года

Открытия в Долине царей, ставшие популярнейшей темой в мировой прессе, породили бурную полемику и внутри страны. Египетскую общественность совершенно не устраивал неясный статус британской экспедиции: кому отойдут найденные артефакты. Известный своими антибританскими выступлениями поэт Ахмед Шауки призвал соплеменников чтить память предков и не допустить вывоза национального достояния. К его голосу присоединились представители других стран арабского мира. Местная пресса настаивала на пересмотре эксклюзивных прав на освещение событий раскопок, переданных Times. В «Аль-Ахрам» и других газетах в феврале—марте 1923 года вышла серия материалов с вопросами, направленными в адрес правительства Саада Заглула. Договор на концессию и права освещения в прессе пришлось пересмотреть. В результате протестов сменилось руководство Службы древностей.
Давление со стороны прессы, трения, которые возникли с представителями египетских властей, породили размолвку между двумя главными действующими лицами. В феврале 1923 года Картер попросил Карнарвона не посещать его дом. Впрочем, ссора не успела разгореться. В марте 1923 года лорд Карнарвон скоропостижно скончался от пневмонии. Печальное событие значительно замедлило ход работ.
13 февраля 1924 года, на следующий день после открытия взорам первого золотого саркофага Тутанхамона, Говард Картер собрался пригласить в похоронный покой делегацию жён членов его команды. Однако мероприятие было сорвано из-за запрета недавно назначенного министра публичных работ (minister of public works) Моркоса Бей Ханна. Картер пришёл в бешенство и отказался продолжить работы в гробнице. Он запер решётку в гробнице и объявил забастовку. Гранитная крышка так и осталась висеть на тросах над кварцитовым саркофагом. Началась оживлённая переписка с египетскими властями, Картер привлек адвокатов. Он во всем винил Пьера Лако, хотя тот был только исполнителем воли министра публичных работ. Отбыв в Англию, в своём номере отеля в Луксоре Картер оставил записку

Испытывая невыносимые ограничения и грубости со стороны Министерства публичных работ и его Службы древностей все мои коллеги, в знак протеста, отказались принимать участие в научных разработках в гробнице Тутанхамона. Гробница будет закрыта и никаких работ проводиться не будет
Оригинальный текст (англ.)Owing to impossible restrictions and discourtesies on the part of the Public Works Department and its Antiquities Service, all my collaborators in protest have refused to work any further upon the scientific investigations of the discovery of the tomb of Tutankhamen. The tomb will be closed, and no further work can be carried out.
— 
20 февраля Моркос Бей Ханна опубликовал декрет, предписывающий запрёт Картеру на нахождение в стране, а Лако он приказал принять все меры к сохранению ценностей в гробнице.

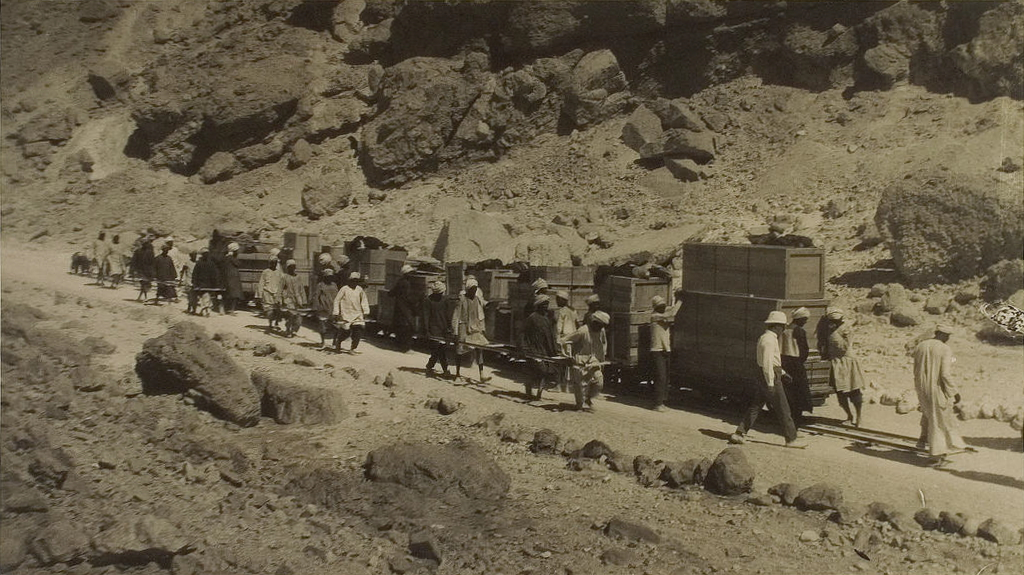
Транспортировка ценностей по временной железной дороге

Говард Картер, узнав об этом, отказался от любых притязаний и оставил все содержимое гробницы на совести Службы древностей. Вернувшись в Англию, Картер подлил масла в огонь конфликта, опубликовав едкий памфлет о причинах забастовки, в котором весьма неприглядно отзывался о местных чиновниках и французском руководстве Службы древностей. Даже сторонники Картера заметили, что он явно перегнул палку, и путь в Египет ему теперь заказан. Демарш англичанина привёл к новой серии публикаций в египетской прессе, находившейся на стороне правящей партии Вафд, муссировавшей тему «засилья иностранцев». Отдельные либеральные издания заняли сторону Картера. В марте состоялась первая парламентская сессия нового независимого правительства Египта. «Тема Тутанхамона» разделила парламентариев.
В Великобритании сообщение об открытии гробницы вызвало большой энтузиазм. После мировой войны, экономического спада и перед грядущим распадом империи жители страны нуждались в хороших новостях. 23 апреля 1924 года в пригороде Лондона Уэмбли открылась Британская имперская выставка. Английская общественность, ожидавшая экспозиции оригинальных предметов из всемирно известной гробницы, была разочарована. Зрителям представили только копии. Британская пресса (журнал «Outlook») тем временем упражнялась в остроумии, называя египтян «детьми, заигравшимися в своё правительство» и иронизировала над неожиданно пробудившимся интересом к древней истории страны. «Панч» на своих страницах вопрошал: «Каков имперский статус Египта: Хедиват или протекторат под управлением Говарда Картера?». Daily Express отмечала, что внезапно пробудившийся дух независимости заставляет рассматривать сокровища как часть национального богатства Египта.

### Разрешение кризиса

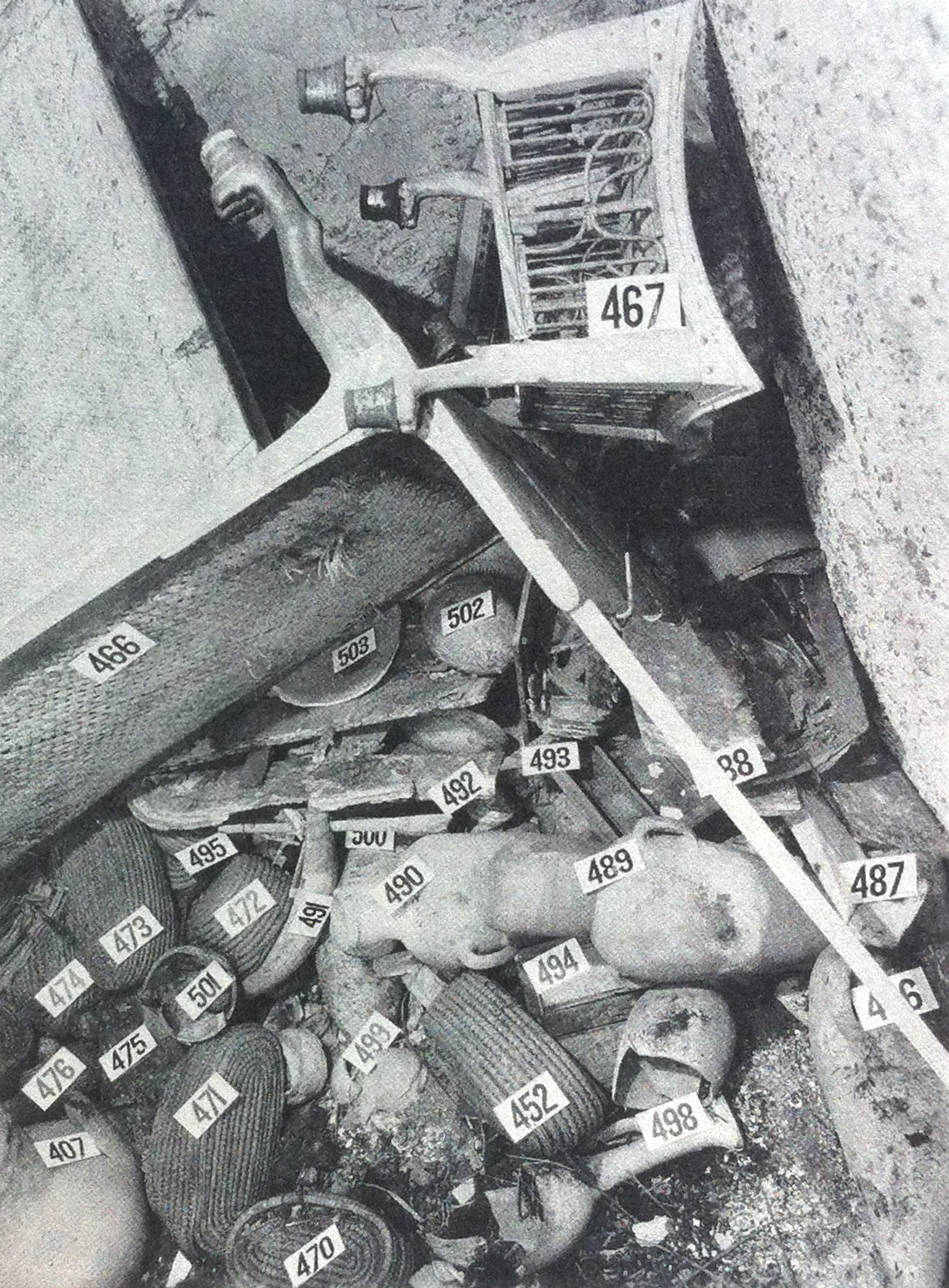
Пример нумерации амфор в боковой камере

Сезон 1923—1924 года оказался скомкан. Вернувшись домой, Картер принял участие в большом лекционном туре по США и Европе. Его выступления пользовались огромным успехом и способствовали развитию «египтомании» во всем мире. На лекции в Карнеги-холле в Нью-Йорке присутствовало 2500 слушателей. Английский учёный удостоился приглашения на приём к королеве Мэри и президенту США Калвину Кулиджу. После поездки за океан и по Европе учёный несколько остыл от переживаний и прислушался ко мнению коллег о том, что ему стоит задуматься о примирении. Летом Картер договорился с вдовой Карнарвона Альминой, что договор на раскопки продолжится от её имени.
Разрешение кризиса оказалось связано с событиями, имевшими отдалённое отношение к археологии. 19 ноября 1924 года генерал-губернатор Судана Ли Стэк был застрелен террористами в Каире. Верховный комиссар Эдмунд Алленби, при содействии короля Фуада, добился смещения Саада Заглула. На посту премьер-министра его заменил Ахмед Зейвар и его марионеточное правительство. Для прекращения эскалации Алленби договорился о 500 тыс. фунтов отступных и разрешении Говарду Картеру продолжить работы в гробнице Тутанхамона. Алленби посадил за стол переговоров Картера и Зейвара. В результате в декабре они пришли к соглашению. Египетская сторона попыталась настоять на том, что мумия должна быть открыта уже в этом сезоне, но Картер ответил, что разработки пойдут строго по плану. Открытие мумии произойдёт не раньше следующего сезона. Картеру удалось убедить противоположную сторону ограничить поток туристов в Долину. Альмина Карнарвон договорилась о прекращении действия эксклюзивных прав газеты Times в освещении новостей и получении некоторой компенсации за расходы на концессию. Так, после 10 месяцев конфронтации, спор прекратился, и Картер, без особой шумихи в прессе, вернулся в Египет, продолжив изыскания в Долине царей.
Картер опасался, что гробница и временная лаборатория остались во время кризиса без присмотра. Однако всё оказалось в относительном порядке, и практически ничего не пострадало. Пропало лишь полотняное покрывало, обнаруженное в саркофаге и относительно хорошо сохранившееся за 3000 лет. Картер специально пригласил Ньюберри из Англии посмотреть на уникальный образец тканого материала. Однако местные рабочие использовали покрывало как тряпку.

### Исследование саркофагов и сокровищницы

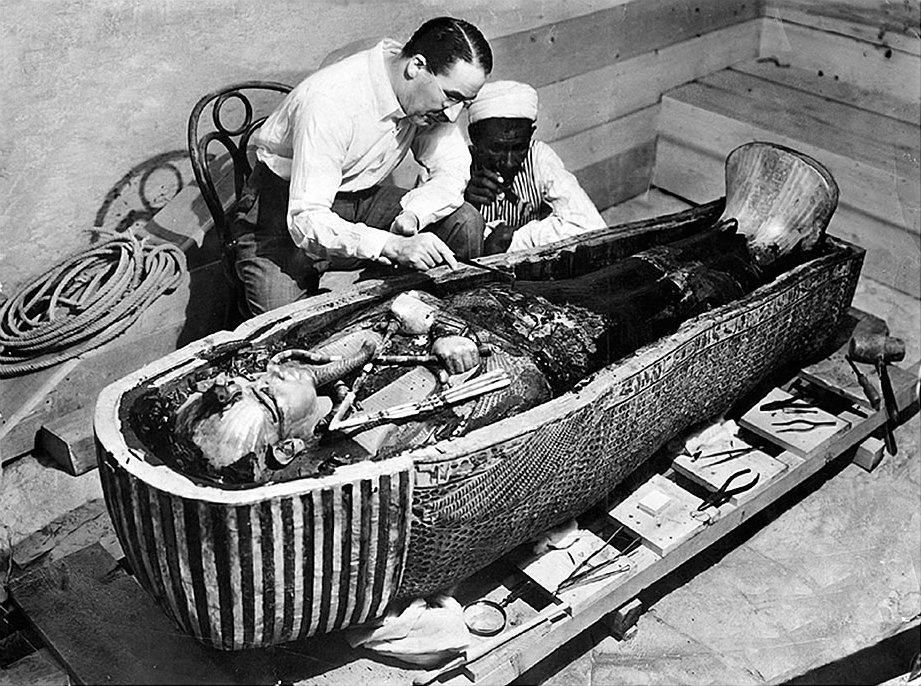
Говард Картер изучает третий золотой саркофаг Тутанхамона. Заметно наличие бальзамирующего состава, вылитого в саркофаг.

Концессия по исследованию гробницы продолжилась в очередном сезоне с января по май 1925 года. Внутри саркофага исследователей ждало три саркофага и мумия внутри последнего. Однако учёным здесь пришлось остановиться, им предстояло аккуратно разобрать и вынести части ковчегов — всего около трёхсот предметов, которые были пока сложены в погребальном покое. Эти работы продолжались до мая 1925 года.
В октябре 1925 года археологи приступили к исследованию гробов-саркофагов. Только в первом из них были предусмотрены ручки, благодаря которым его удалось поднять из кварцитового саркофага. С остальными двумя пришлось изрядно потрудиться и придумать специальную конструкцию с петлями для подъёма лебедками. Операцию сильно осложнил обычай древних египтян обильно умащивать мумию смолами и благовониями. Их было вылито во внутренний саркофаг несколько вёдер. Последний — третий — саркофаг был отлит из золота. Последний и предпоследний саркофаги частично приклеились друг к другу из-за вылитой в них смеси смол и масел. Поначалу их пришлось поднимать вместе. После этого удалось разглядеть мумию и покрывающую её голову маску из кованого золота — замечательный образец древнеегипетского искусства. Для отделения саркофагов и мумии друг от друга исследователям пришлось аккуратно поставить конструкцию на козлы и нагреть её примусами. Сама мумия и деревянные элементы охлаждались пластинками цинка и мокрыми одеялами. После этой весьма рискованной операции удалось разъединить все элементы и освободить для изучения мумию. Частично освобождать поверхность внутри саркофагов от затвердевшей смолы пришлось при помощи стамесок.
16 ноября приступили к изучению мумии. Со всеми предосторожностями её постепенно отделили от обёртывающей ткани и предоставили для изучения анатомам. В ноябре 1926 года исследователи завершили работы в гробнице и перешли в сокровищницу. Самым впечатляющим в ней был золотой ларец, окружённый четырьмя скульптурными изображениями богинь, содержащий канопы с внутренностями фараона согласно погребальному обряду. Сокровищница также значительно пострадала от воров, большинство ювелирных изделий было похищено или повреждено. В помещении обнаружены ларцы, вазы, а также ещё две мумии мертворождённых детей женского пола в маленьких саркофагах. Наиболее вероятно, что это — дети Тутанхамона и Анхесенамон. Ещё один маленький ковчежец содержал внутри прядь волос, принадлежавших, судя по нанесённым иероглифам, царице Тие, бабушке Тутанхамона.

### Завершение исследований экспедиции Картера
В сезоне 1926—1927 года полностью сформировался порядок исследования предметов, извлечённых из гробницы. Их помечали определёнными порядковыми номерами на месте, фотографировали и при необходимости фиксировали. Иногда приходилось разбирать габаритные предметы, такие как ковчеги и колесницы. Затем предмет аккуратно извлекали и переносили в походную лабораторию в соседней пустующей гробнице. Там его фотографировали, описывали и готовили к отправке в Каир. Ажиотаж от открытия немного спал, и визитёры не так беспокоили команду исследователей.
Работа продвигалась медленно, мучительно медленно, и требовала максимального нервного напряжения. Каждый из нас всё время ощущал тяжесть страшной ответственности. Это чувство испытывает каждый археолог, если он обладает «археологической совестью». Предметы, которые он находит, принадлежат не только ему, и археолог не имеет права обращаться с ними, как ему заблагорассудится, сберегая то, что понравилось, и отбрасывая то, что не приглянулось. Эти предметы — дар, переданный прошлым настоящему, в то время как археолог, через чьи руки они проходят, — всего лишь привилегированный посредник. И если сумма сведений, заключённых в этих предметах, уменьшается из-за его небрежности, неловкости или невежества, он сознаёт, что совершал тягчайшее с точки зрения археологической науки преступление. Уничтожить какое-либо вещественное доказательство легче всего; восстановить же его невозможно. Достаточно из-за усталости, а иной раз из-за спешки оставить без обработки какую-нибудь ничтожную деталь или провести обработку не до конца, на скорую руку, — и вы уже рискуете навсегда упустить ту единственную возможность, которая позволяет обогатить наши знания новым важным фактом

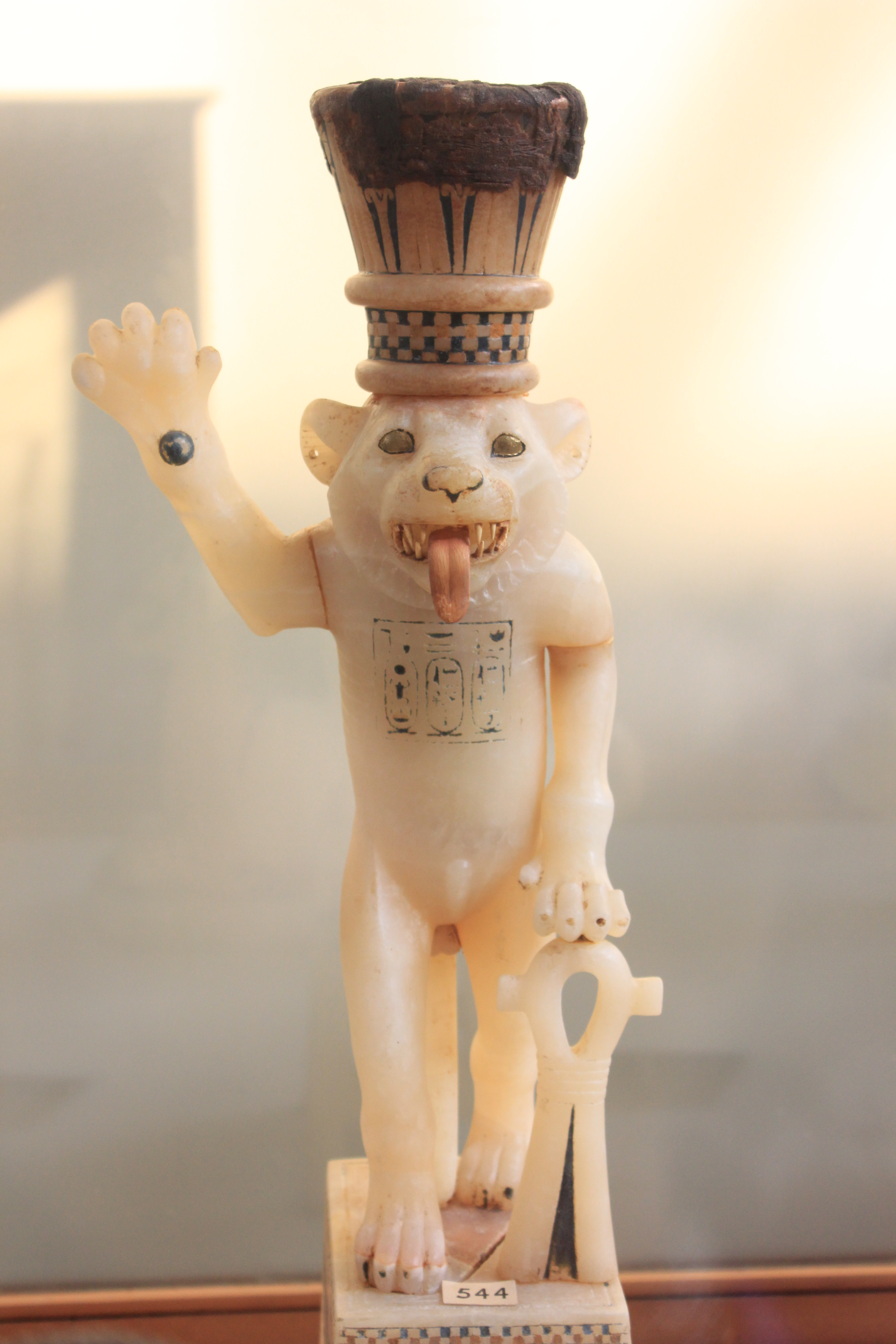
Сосуд из кальцита в виде Беса. Каирский музей (JE 62114)

Сезон 1927—1928 года был в основном посвящён исследованию кладовой и общей каталогизации артефактов. Изначальное назначение кладовой состояло в хранении снеди, питья, благовоний для фараона, как подсобное помещение и склад при строительных работах. Только корзин и сосудов с едой обнаружено 116. Общий объём одного только масла для Ка фараона, чтобы он и его слуги не остались голодными в загробном мире, составляет примерно 350 литров. Разбор кладовой оставили напоследок из-за активности посещений и большого количества разнообразных находок. Требовалось свободное место, чтобы спокойно выносить их из кладовой в освободившуюся переднюю комнату, сохранять и сортировать. Всего исследователи насчитали в комнате более 2000 предметов, поделённых на 283 группы.
Было обнаружено большое разнообразие статуэток ушебти, мебели, одежды. Выносить предметы пришлось в стеснённых условиях, двигаясь по натянутым над полом тросам. Перемещаясь с юга на север в закрытом помещении без вентиляции, исследователи постепенно выносили находки в прихожую. Весной 1928 года основные работы окончились. Последний предмет был извлечён из гробницы в феврале 1930 года. Последняя запись в рабочем дневнике Картера об исследовании гробницы датируется ноябрём 1930 года.
Исследование было полностью завершено в 1932 году, когда был подготовлен в первой редакции каталог объектов гробницы. С 1923 года Картер начал публикацию фундаментальной работы «Гробница Тутанхамона». Её третий том вышел в 1933 году. Картер не успел закончить шеститомный полный каталог — в последние годы жизни он потерял интерес к теме гробницы, а в 1939 году скончался.
Ещё в ноябре 1923 года Флиндерс Питри так отозвался о значении работы Картера:

«Можно только сказать — насколько же нам повезло, что всё это оказалось в руках Картера и [Альфреда] Лукаса».

### Послевоенная история исследований
После 1933 года и смерти Картера почти три десятилетия о гробнице и её сокровищах практически не было публикаций. Материалы исследований археолога переданы в Институт Гриффита (входит в Оксфордский университет). Доступ в Долину царей для иностранцев был ограничен, Форин-офис предпочёл не давить на правительство Египта, избегая осложнений. Возможно, Картер или Карнарвон всё же вывезли из Египта отдельные артефакты, и английская сторона не хотела огласки. Британский египтолог Генри Джеймс отмечал, что в послевоенный период о гробнице странным образом писать было не принято, настолько она была «заезженной темой». В 1946 году вышли в свет дневники Картера, чем практически и ограничиваются публикации на данную тему. В период с 1934 по 1960 год Британской библиотекой зарегистрировано всего три публикации о гробнице и её наследии. Влияние Великобритании и Франции в Египте уменьшилось. С 1926 года французам пришлось покинуть большинство государственных постов в ведомствах, касающихся археологии. Открытие всемерно способствовало развитию египетской археологии.

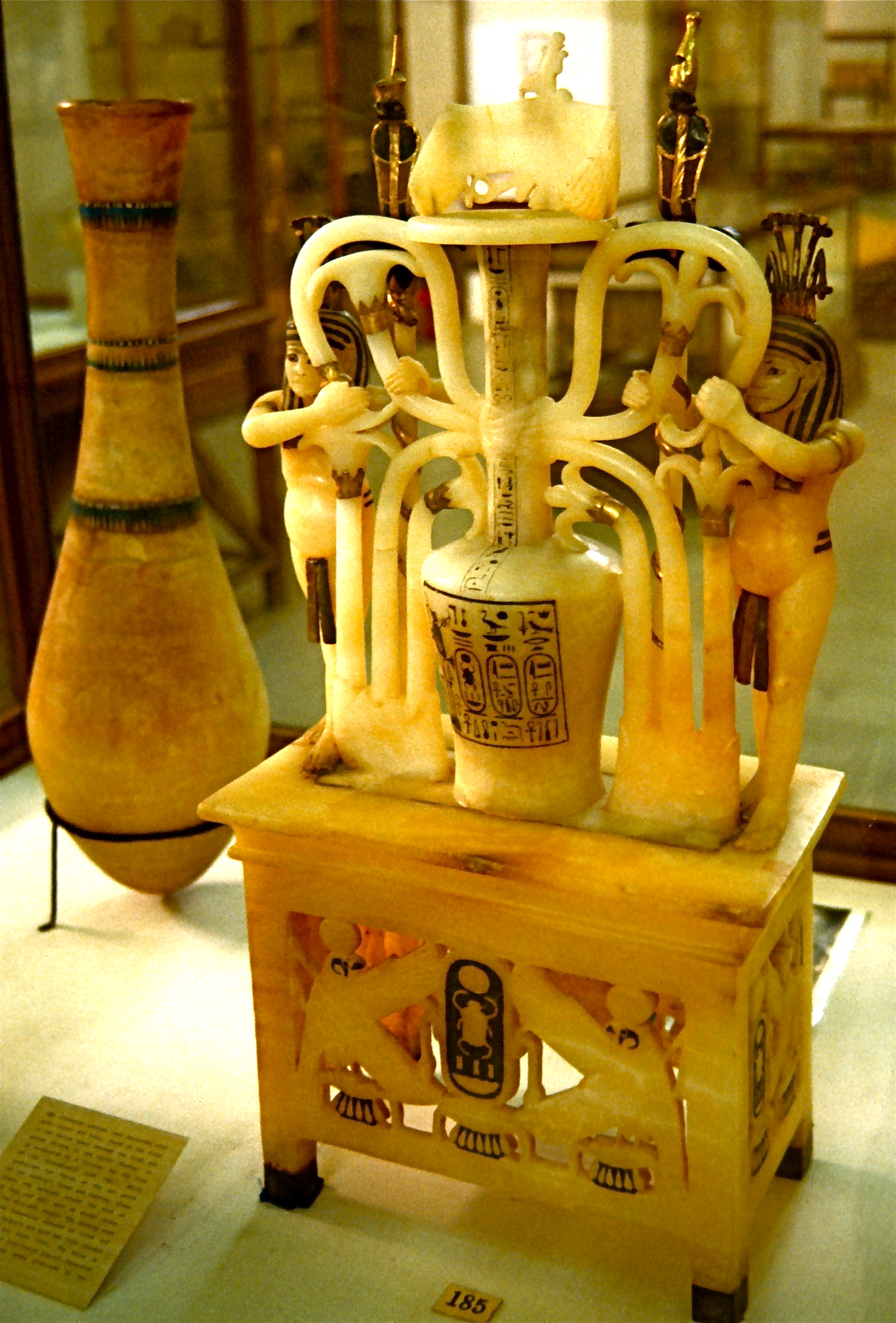
Алебастровый сосуд с эмблемами долголетия и символами двух царств

Ситуация изменилась после революции 1952 года и прихода к власти правительства Насера. В 1961 году состоялась первая иностранная выставка сокровищ гробницы Тутанхамона в США. ЮНЕСКО тем самым привлекала внимание мирового сообщества к угрозе затопления храмового комплекса Абу-Симбел в связи со строительством Асуанской ГЭС. Судьбу выставки решил Джон Кеннеди, убедивший Конгресс США ассигновать средства на спасение Абу-Симбел. Экспозицию в Вашингтонской национальной галерее искусств открыла первая леди Жаклин Кеннеди. Сокровища гробницы в ходе первого большого тура 1960-х годов экспонировались во многих странах мира (Великобритания, Япония, Канада). Возвращению интереса учёных и публики способствовали первые цветные профессиональные фотографии сокровищ гробницы, сделанные Кристиной Дерош-Ноблькур. В 1963 году она подготовила каталог для будущей выставки в Лувре.
В начале 1970-х сокровища Тутанхамона снова стали предметом политической игры. В 1972 году научное сообщество отмечало 50-летие открытия гробницы и планировалась новая серия выставок. Директор Метрополитен-музея Томас Ховинг попросил египетскую сторону организовать ещё одну американскую серию выставок. Тем не менее, Анвар Садат предпочёл отправить коллекцию в СССР, тогдашнему союзнику арабского государства. В 1973—1974 годах сокровища экспонировались в Москве, Ленинграде и Киеве. Выставка имела успех, — музеи не могли вместить всех желающих и билеты продавали ограниченно, как на киносеансы. В 1974 году Ричард Никсон в ходе своего ближневосточного визита лично попросил Анвара Садата содействовать в организации выставок. В 1974 году произошёл разворот внешнеэкономической политики Египта в сторону США, и правительство договорилось об отправке сокровищ за океан. Экспозиция из 55 предметов произвела настоящий фурор. Серия выставок в 6 городах США в 1976—1979 годах принесла свыше 200 млн $ на продажах билетов. Неожиданно высокое внимание аудитории позволило говорить о возвращении интереса к истории, для многих из посетителей это стало первым в жизни походом в музей. Генри Киссинджер отметил, что выставочный тур внёс значительный вклад в налаживание мирного процесса на Ближнем Востоке. Серия выставок в значительной мере способствовала укреплению международных связей между крупнейшими музеями мировых культурных столиц. Значительный финансовый успех выставки повлиял на изменение бизнес-модели функционирования американских музеев их реорганизацией. По словам египтолога Томаса Ховинга, отныне музеи ориентировались на публику, развивали развлекательный и образовательный потенциал, не ограничиваясь только научной стороной. Учёный критиковал подход Говарда Картера, который пытался в своё время единолично «владеть» гробницей и затруднял доступ к ней учёного сообщества и обычных посетителей.

### Современное состояние

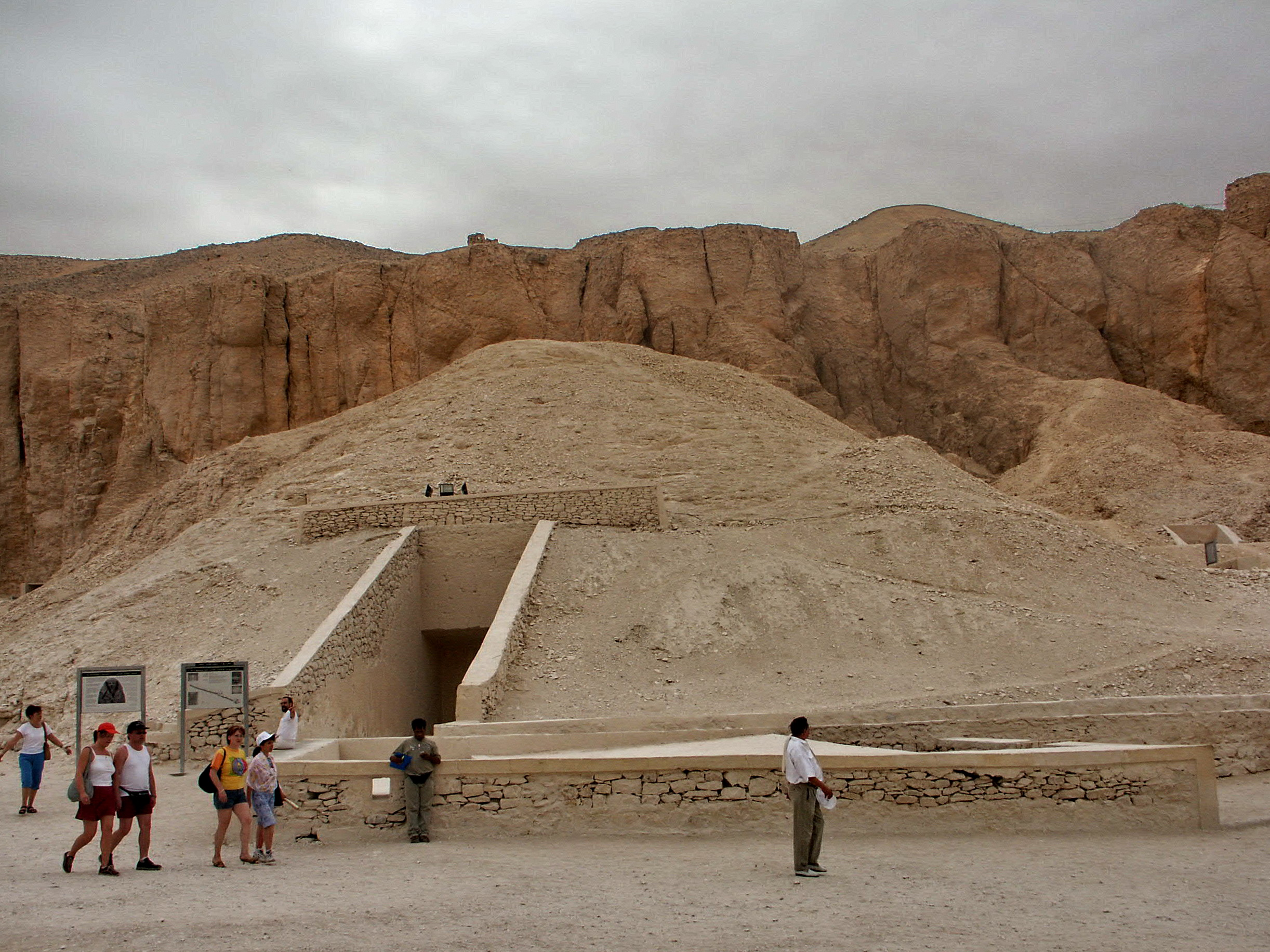
Гробница Тутанхамона в 2004 году. На заднем плане виден вход в KV9, гробницу Рамсеса VI

Большая часть сокровищ гробницы Тутанхамона ныне хранится в Каирском египетском музее. Небольшая подборка хранится в Луксорском музее (ларцы, оружие, модели кораблей). Отдельные предметы остались в одной из гробниц Долины царей в закрытом хранилище. Образцы растений с погребальных венков экспонируются в гербарии Сельскохозяйственного музея Каира.
До 2012 года гробница была открыта для посещения туристами. В погребальной камере оставлен кварцитовый саркофаг с мумией Тутанхамона под стеклом. В гробнице можно увидеть фрески и частично сохранившуюся штукатурку от перекрытий с печатями фараона. В 2009 году исследования показали значительное ухудшение состояния фресок из-за влажности, и потому в 2012 году доступ к гробнице закрыли. В 2014 году примерно в полутора километрах от оригинальной гробницы открылась копия, созданная компанией «Factum Arte». В подлинную гробницу так же можно попасть, но в ограниченный период и дороже.
В 2015 году после георадарного сканирования гробницы японскими специалистами появилась версия о потайной комнате за северной стеной погребального зала Тутанхамона. Британский археолог Николас Ривз высказал предположение, что найденная комната может являться гробницей Нефертити. Однако последующие исследования Национального географического общества (National Geographic Society) и команды итальянских учёных под руководством физика Франко Порчелли из Туринского политехнического университета доказали отсутствие скрытых внутренних или прилегающих к гробнице Тутанхамона помещений, о чём 6 мая 2018 года официально сообщил министр древностей Египта Халед аль-Анани.

## Описание гробницы
Гробница высечена в белом известняке в одном из холмов Долины царей. Вход в неё расположен рядом с гробницей Рамсеса VI, уходя под неё вглубь. Комплекс помещений KV62 сравнительно невелик: примерно 21 на 14 метров. Строители использовали небольшую естественную пещеру и расширили её под несколько прямоугольных комнат. Помещения гробницы находятся примерно в восьми метрах ниже поверхности земли.
Изнутри стены всех помещений, кроме погребальной камеры, не декорированы, представляя собой грубо отёсанный камень, потолок побелён. Стены погребальной камеры расписаны по жёлтому грунту и включают изображение фараона Эйе в облачении sem-жрецов — леопардовой шкуре. Он проводит ритуал отверзения уст, что указывает на преемственность власти. Другие фрески изображают этапы похоронной процессии, священных животных и богов египетского пантеона. Роспись сделана без особых изысков, стиль можно отнести к амарнской или к переходному стилю (от амарнской к фиванской школе).
Тутанхамон скончался примерно в марте—апреле 1323 года, о чём свидетельствуют цветы из погребального венка: водяные лилии, васильки, плоды мандрагоры. По заведённому ритуалу, похоронили его примерно через 70 дней после смерти. По оценкам исследователя Марианны Итон-Краус, только на одну перегравировку кварцитового саркофага ушло около 800 человеко-часов времени. Отсюда можно составить представление о трудозатратах на подготовку гробницы к погребению. На её строительство могло уйти несколько месяцев.

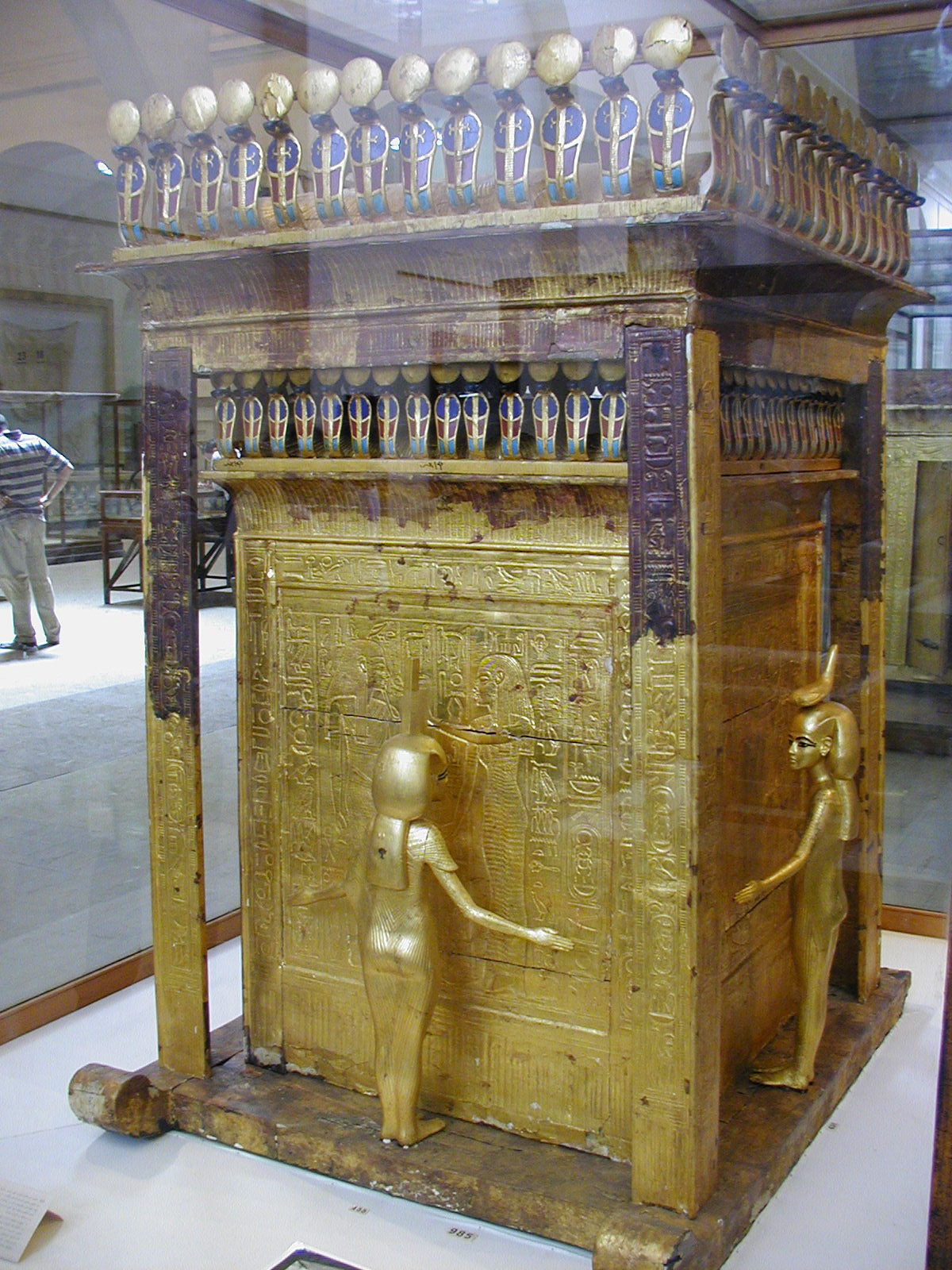
Золотой саркофаг с канопами

Гробница намного проще во внутренней планировке и меньше в размере, чем захоронения других правителей в Долине. Есть все основания полагать, что изначально она не предназначалась для первого лица государства, но позже была достроена, чтобы соответствовать необходимым условиям. В ней нет анфилады комнат, коридоров и серии лестниц, какие можно обнаружить в других сооружениях того же периода. План помещений KV62 схож, например, с небольшой гробницей KV46, предназначенной для близких родственников фараона. По распространённой версии, гробница предназначалась женщине, возможно, супруге Эхнатона. Теснота гробницы, несомненно, вызвала значительные сложности для строителей и плотников, когда они собирали габаритные ковчеги. Их элементы едва проходили в проёмы, и, скорее всего, стена из камней между передней комнатой и похоронным покоем возведена после сборки комплекса саркофагов и ковчегов. Сходство с царскими усыпальницами определяется тем, что погребальный покой расписан внутри согласно предписаниям похоронного ритуала, имеет четыре ниши, ориентированные по четырём сторонам света, с магическими фигурками внутри.
Гробница содержала большое количество предметов в основном культового предназначения, а также бытовых предметов, инструментов, оружия и ювелирных изделий. Всего в гробнице обнаружено и описано 5398 предметов. Некоторые не удалось спасти и сохранить — они распались при попытке вынести их наружу, несмотря на меры предосторожности. До 60 % предметов в сокровищнице утрачено для исследования из-за действий воров и времени, особенно пострадали мелкие ювелирные изделия, сосуды для благовоний. Составить представление о пропавших объектах помогли списки, которые прикладывались на крышках сундуков и шкатулок. Не пострадало всё то, что находилось внутри погребальных ковчегов.
Благодаря Туринскому папирусу и Папирусу Амхёрста, исследователи имели предварительное представление о планировке гробницы и содержимом саркофага. Исследование оставило противоречивое впечатление. С одной стороны, всё было тщательно организовано по давно заведённому обряду погребения; с другой — археологи постоянно сталкивались со следами спешки и халатного отношения строителей и ремесленников. Например, дверцы погребального короба должны смотреть на запад (судя по отметкам), но, по непонятным причинам, оказались направленными на восток. Богинь, окружавших ковчег с канопами, также перепутали: Селкет оказалась на юге, а Нефтида — на востоке. Сборка короба явно велась в спешке — некоторые элементы подгонялись ударами кувалды, судя по глубоким вмятинам на листовом золоте. В некоторых местах обнаружены брошенные строительные инструменты и неубранная стружка.

## Содержимое гробницы

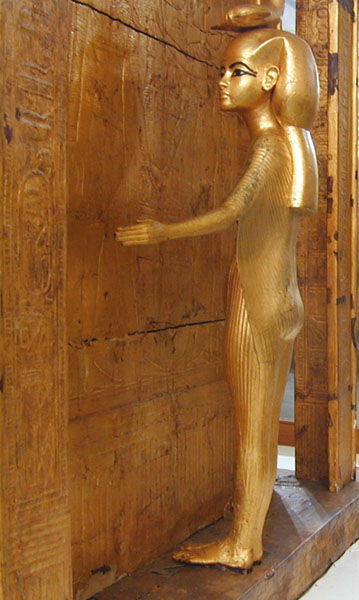
Фигура богини Селкет рядом с золотым ковчегом. Каирский музей (JE 60686)

### Наиболее важные артефакты
Предметы, найденные в гробнице, представляют все стороны египетского быта, жанры искусства, иллюстрируют религиозные и похоронные ритуалы. Объекты явно собирались из разных источников. Артефакты демонстрируют различные стили, свидетельствуют об активном товарообмене с соседними странами. Аналогично фрескам, большинство образцов прикладного искусства в гробнице демонстрирует смешение фиванского и амарнского стилей. Несомненно, многие из предметов были созданы ещё в момент расцвета стиля Эхнатона. Картер в ходе исследования отмечал высокую степень сохранности предметов за более чем три тысячи лет. Не сохранилась только кожа в деталях сбруи, нитки в ожерельях.
Одна из двух схожих статуэток, обнаруженных в гробнице, известных как «Фараон на леопарде», вызвала полемику среди египтологов. По мнению одних исследователей, это фиванский стиль, по мнению других - амарнский. Как считали Николас Ривз и Перепелкин, фигура имеет женские черты. Возможно, это Кийа или Нефернефруатон. В свою очередь, Итон-Краус считала, что статуэтка изображает мужчину, но в гротескном стиле. Сложно судить, почему чести быть изображённой в царской одежде и с регалиями удостоилась женщина. Также трудно объяснить, почему фараону придали женоподобные черты.
Первое, на что обратили внимание археологи, попав в переднюю комнату, — «стражи» прохода в похоронный покой. Пара охраняющих вход статуй типична для периода Рамессидов. Две фигуры в человеческий рост являются самыми крупными статуями в гробнице. Они почти идентичны, изображая фараона (его можно отличить по более длинному головному убору немес) и его Ка. Они изготовлены из покрашенного дерева, с отдельными украшениями из золота.
Всего в прихожей обнаружено шесть колесниц, четыре из которых находились в прихожей. Два экипажа Картер отнес к парадным, так как они были богато украшены листовым золотом, инкрустированы полудрагоценными камнями, на кузовах сохранились филёнки с плоским рельефом. Оси колесниц изготовлены из твердых пород дерева. Колесницы пострадали от воров, которые пытались отломать от них золотые элементы. Кроме того, колесницы были слишком велики и ещё строители гробницы частично распилили их, чтобы без помех внести внутрь. Кожаные части сбруи не сохранились за три тысячи лет. Колеса оказались в хорошем состоянии, демонстрируя высокий уровень мастерства египетских столяров — они владели технологией изгиба дерева, а также умело использовали сборку частей экипажа из разных пород дерева. Кузов, хомут, обод и ступицы колес были изготовлены из вяза, дышло — из ивы, а спицы были сделаны из сливы. Ни одно из этих деревьев не росло в Древнем Египте, что стало лишним свидетельством развитой торговли с соседними странами.
В прихожей одними из первых были обнаружены и исследованы кресла и трон: всего 12 изделий мебели. Трон, образец египетского прикладного искусства, является одним из предметов, символизирующих объединение Верхнего и Нижнего Египта. Золотые украшения трона были выломаны ворами, однако резная спинка из дерева и слоновой кости сохранилась. Сцена на ней изображала Тутанхамона и Анхесенамон в интимном сюжете — супруга умащивает фараона благовониями. Это единственный случай среди предметов искусства в гробнице, когда они были запечатлены вместе. Сюжет является ярким примером амарнского стиля времен культа Атона. Сцена изображена на фоне расходящихся лучей солнца. Резная композиция на спинке трона — также пример изменённого текста. Имя Тутанхамона явно добавлено в него позднее, чем создана основная композиция. Одно из парадных кресел являлось жреческим креслом. Другое, маленькое, вероятно, было детским троном фараона. Среди мебели имелось несколько кресел походного типа, некоторые из них были складными по технологии, которая используется и поныне для складных стульев.

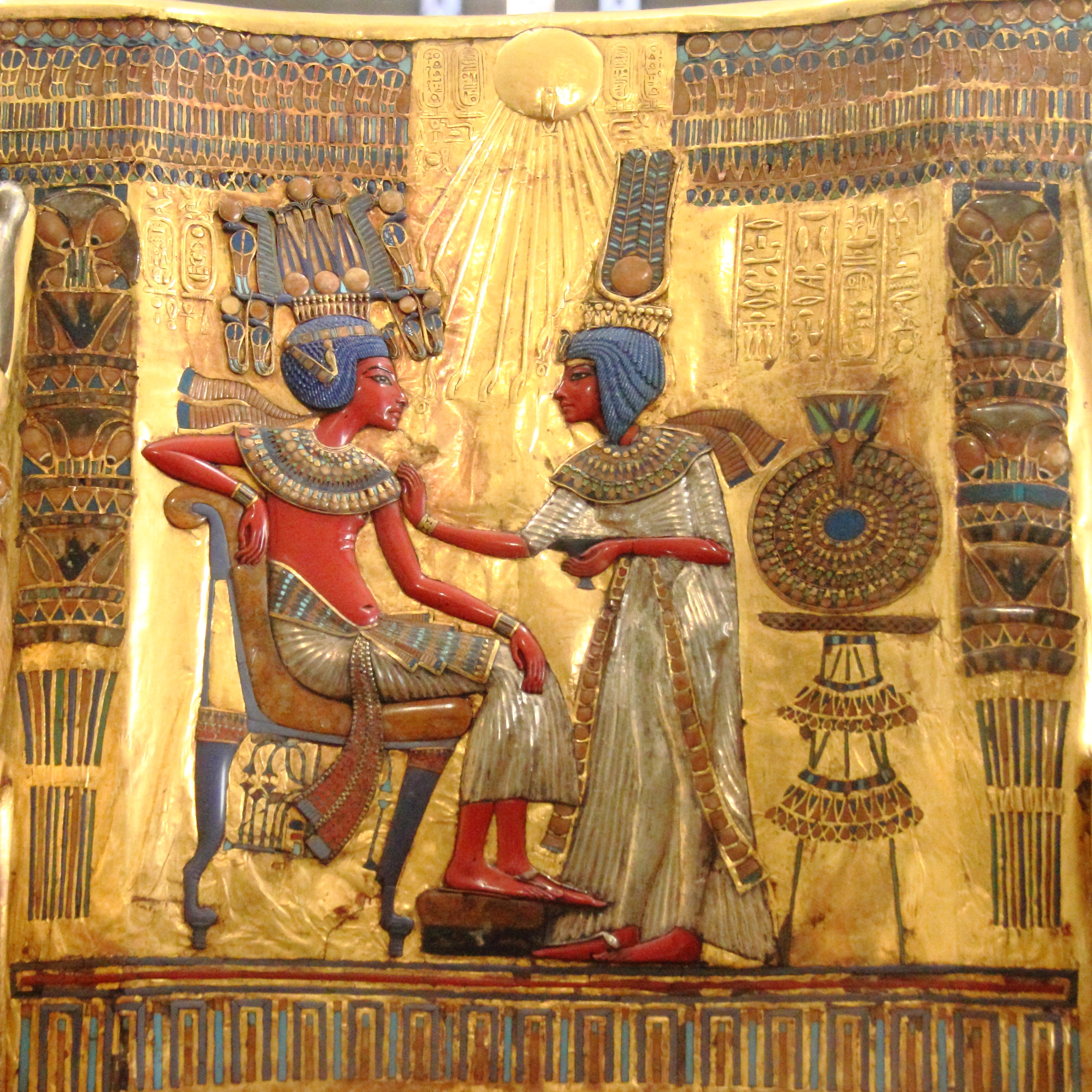
Фрагмент золотого трона. Тутанхамон и Анхесенамон. Расходящиеся солнечные лучи — элемент амарнского стиля, встречаются в гробнице только здесь

Среди сохранившихся мелких объектов было особенно много статуэток ушебти. Картер насчитал 413 фигурок и 1866 миниатюрных моделей инструментов, которыми они должны были «работать» в загробном мире. Весьма необычным было обнаружение среди них экземпляров из редкого в Египте железа для миниатюрных моделей инструментов: резцов и долот. Ушебти были частично упакованы в деревянные ящики и частично разбросаны. Их дарили люди из самых разных сословий как часть ритуала погребения. Большинство сработано без изысков — окрашенное дерево, алебастр, однако отдельные экземпляры имеют филигранную отделку. Подобные ушебти были переданы в последний путь высокопоставленными близкими покойного, так как имеют специальные подписи на подошвах. Их также дарили без разбора, некоторые ушебти предназначались Эхнатону, но попали в чужое захоронение. Среди мелких бытовых изделий оказалось очень много тростей и посохов: от самых простых до богато отделанных. Не исключено, что фараон их коллекционировал.
С большим интересом исследователи изучили позолоченный алебастровый ковчег (1,98 м × 1,53 м × 1,22 м) с канопами на полозьях, который не пострадал. Сверху его венчал фриз, украшенный небольшими уреями. С четырёх сторон его окружали богини Исида, Нефтида, Селкет и Нейт в охраняющих позах. Одеяния богинь — плиссированные накидки и своеобразный пояс — необычны и скорее характерны для женских усыпальниц. В ковчеге находились четыре канопы с крышками в форме головы фараона, хранящие внутренности фараона, извлечённые перед бальзамированием. Внутренности были уложены в небольшие золотые ковчежцы длиной 39 см — копии второго гроба-саркофага, в которых покоилась мумия. Конструкция копировала в миниатюре сложный обряд похорон и мумификации, принятый у египтян. Каждый из четырёх сосудов ассоциировался с четырьмя духами: Амсет (защищал печень), Хапи (лёгкие), Дуамутеф (желудок), Квебехсенуф (кишечник).
Среди прочих предметов прикладного искусства выделялись резные кальцитовые вазы (или лампы). В их декоре преобладали символы единения двух царств страны, символы долголетия.
Из украшений сохранилось несколько ожерелий, нагрудников-пекторалей. Браслетов и колец нашлось очень мало, именно за ними в основном охотились воры. Однако счастливым образом сохранились символы царской власти: два крюкообразных скипетра «хекет» и два цепа. Фараону и его слугам для загробной жизни оставили обширный арсенал: луки и стрелы, палицы, пращи, бумеранги. Среди оружия можно отметить наличие как простых, так и композитных луков. Из металлов египетскими мастерами применялось золото, серебро, бронза, электрум. Из полудрагоценных камней — аметист, бирюза, лазурит, сердолик, халцедон, зелёный полевой шпат, кварц, серпентин, вулканическое стекло. Применялись слоновая кость и чёрное дерево. Из искусственных материалов использовался фаянс (глазурованная обожжённая глина), цветное стекло, червлёное золото. Мастерство ювелиров Нового царства уступало ювелирам Среднего царства, но экземпляры, попавшие в руки археологов, свидетельствуют об их высоком уровне.
В гробнице были также найдены две трубы: бронзовая и серебряная, обе богато декорированные. В 1939 году BBC записала звучание обеих труб, однако серебряная во время игры на ней разбилась.

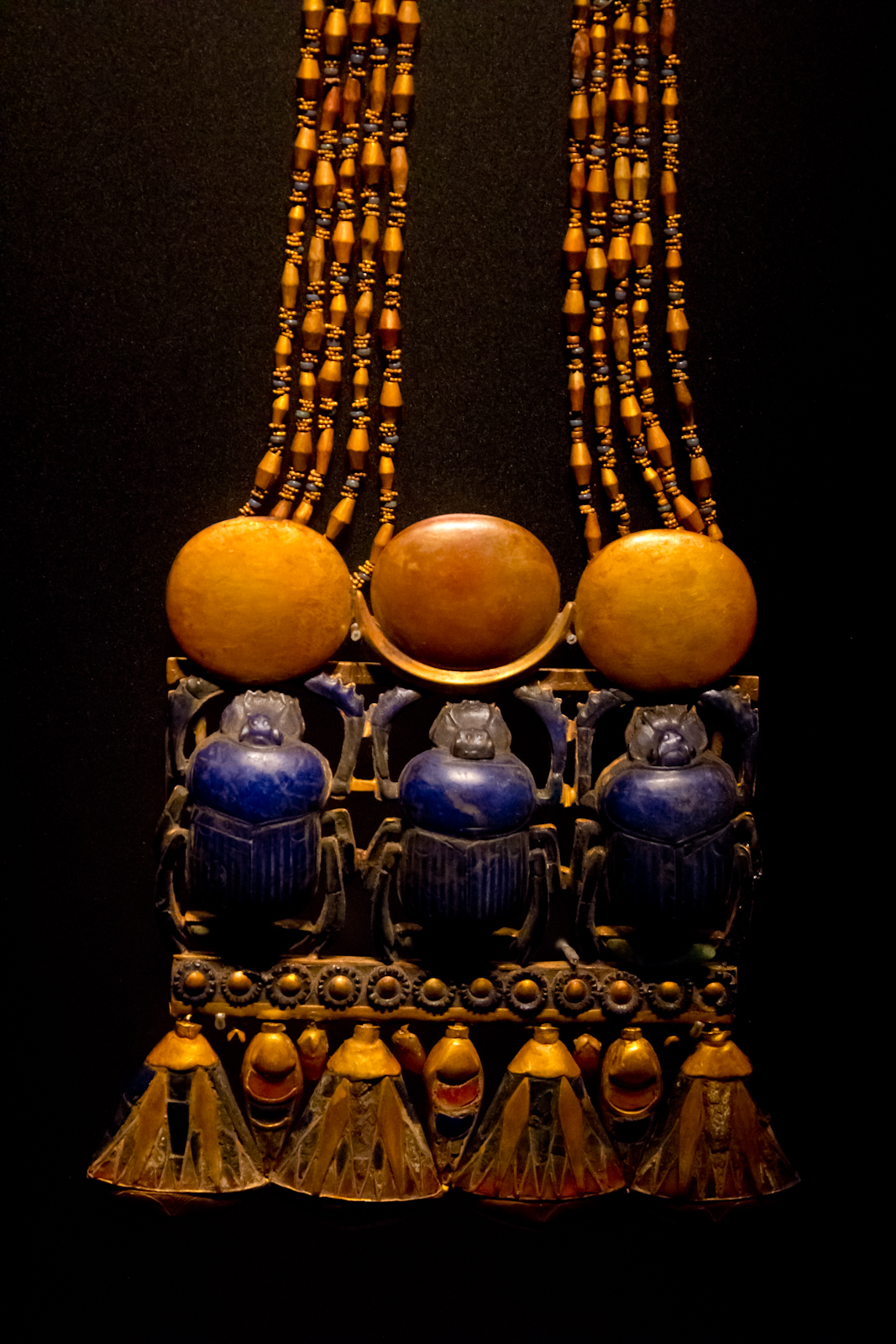
Ожерелье с тремя скарабеями найдено на мумии Тутанхамона (JE 61900)
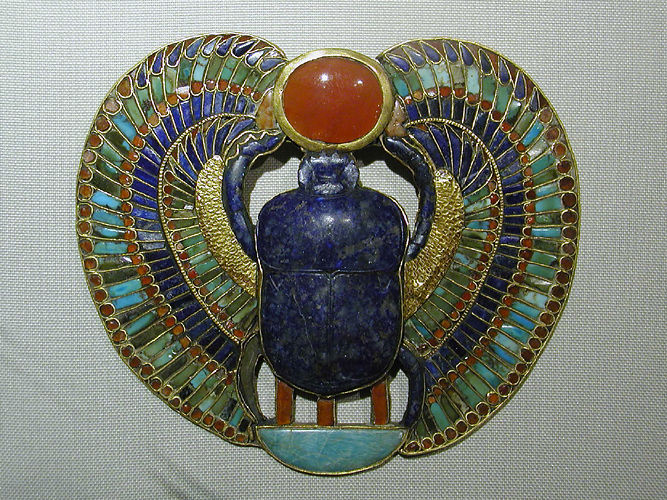
Крылатый скарабей с тронным именем Тутанхамона. Египетский музей (JE 61886)
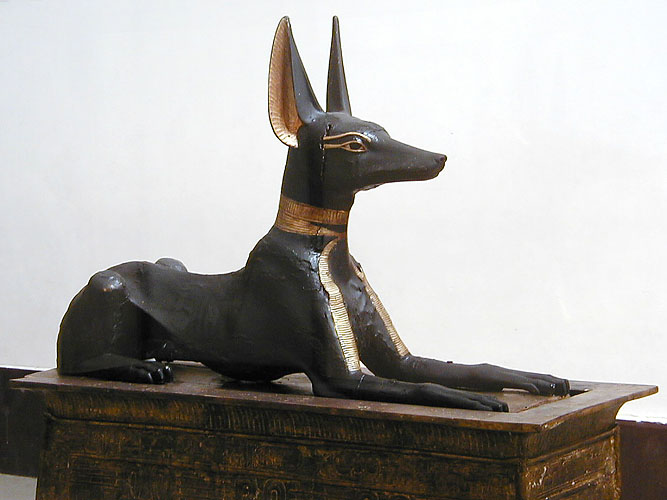
Анубис. Каирский музей (JE 61444)
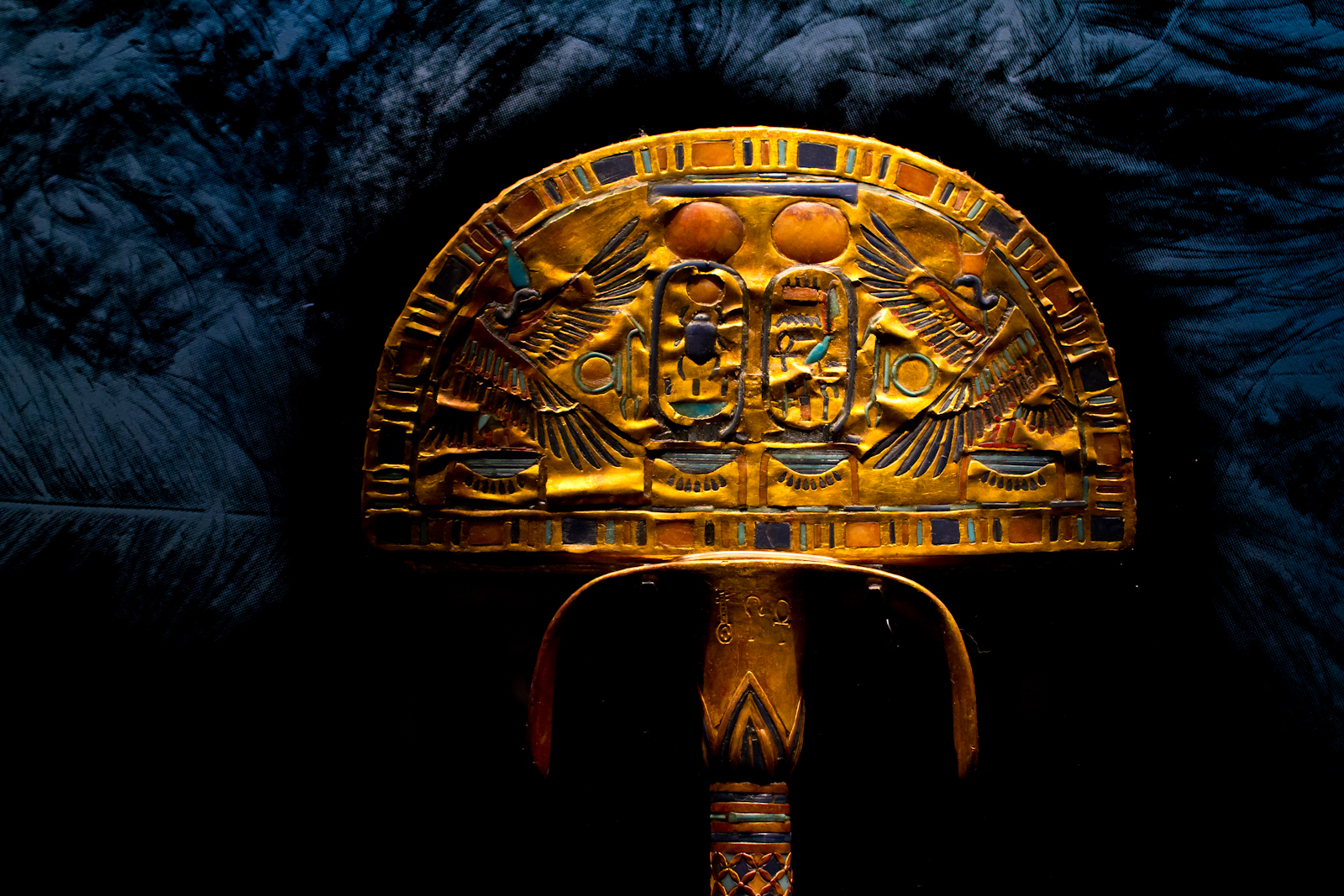
Церемониальное опахало. Каирский музей (JE 62000)
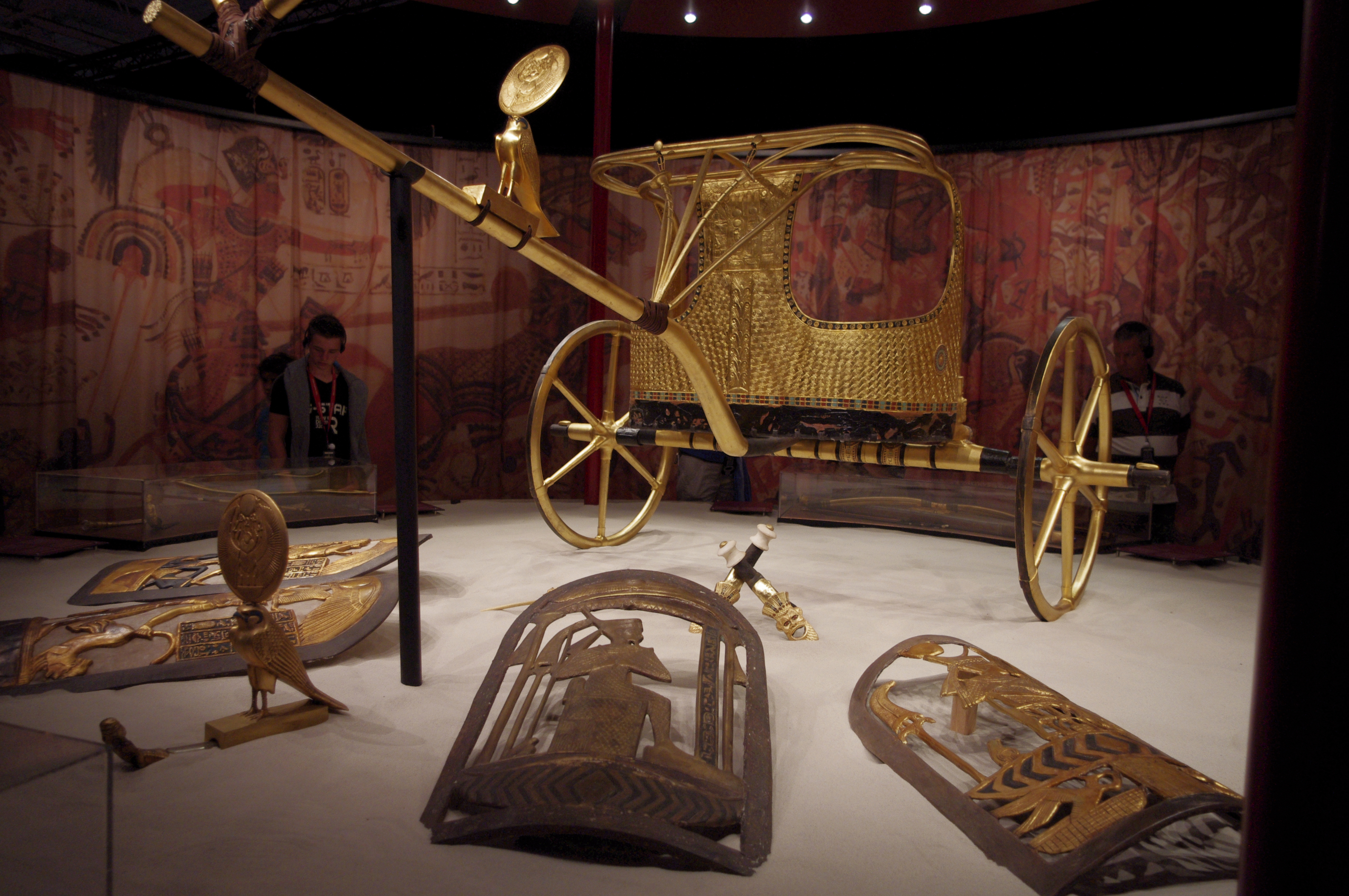
Боевая колесница и щиты (копия)
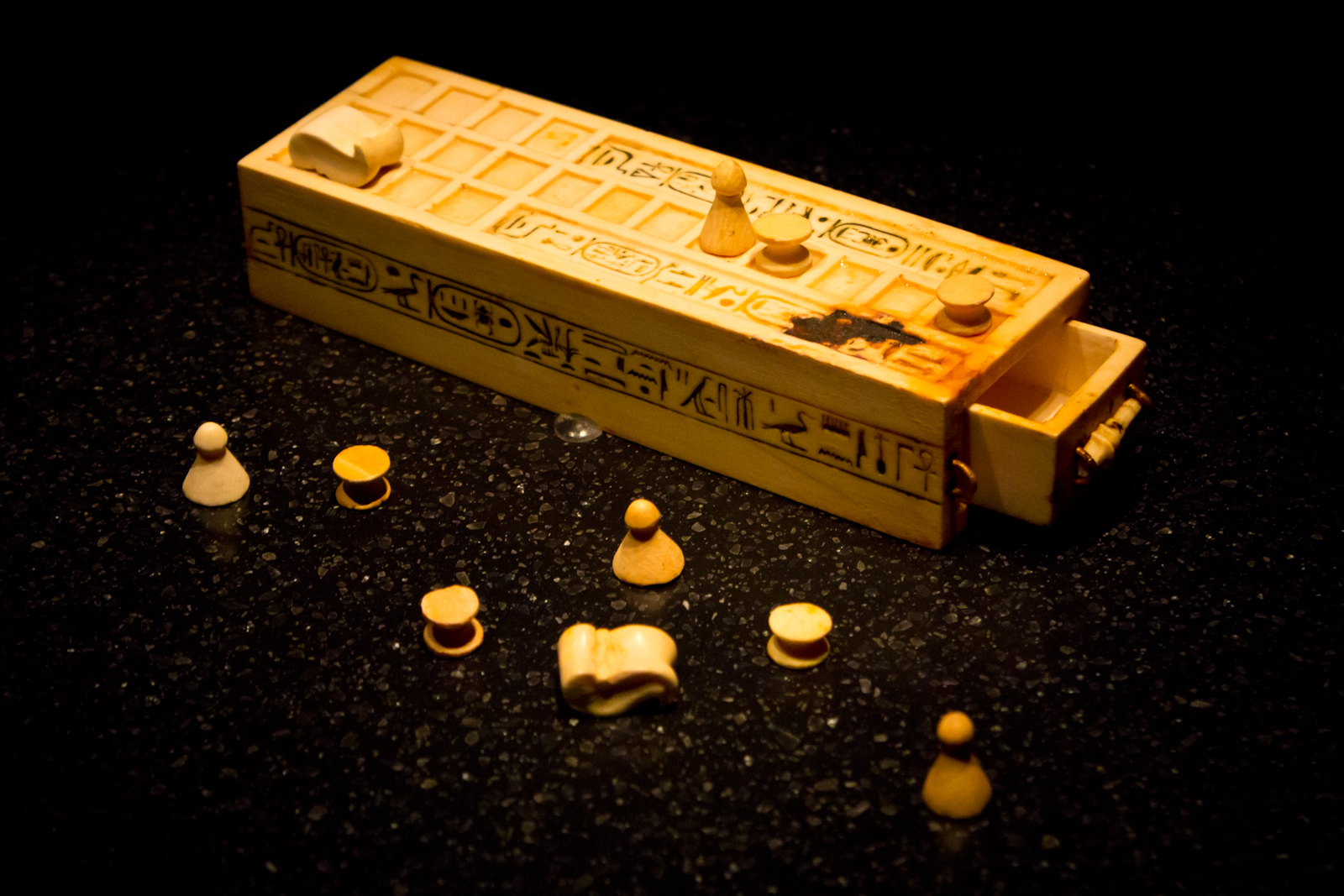
Игра-сенет. Каирский музей
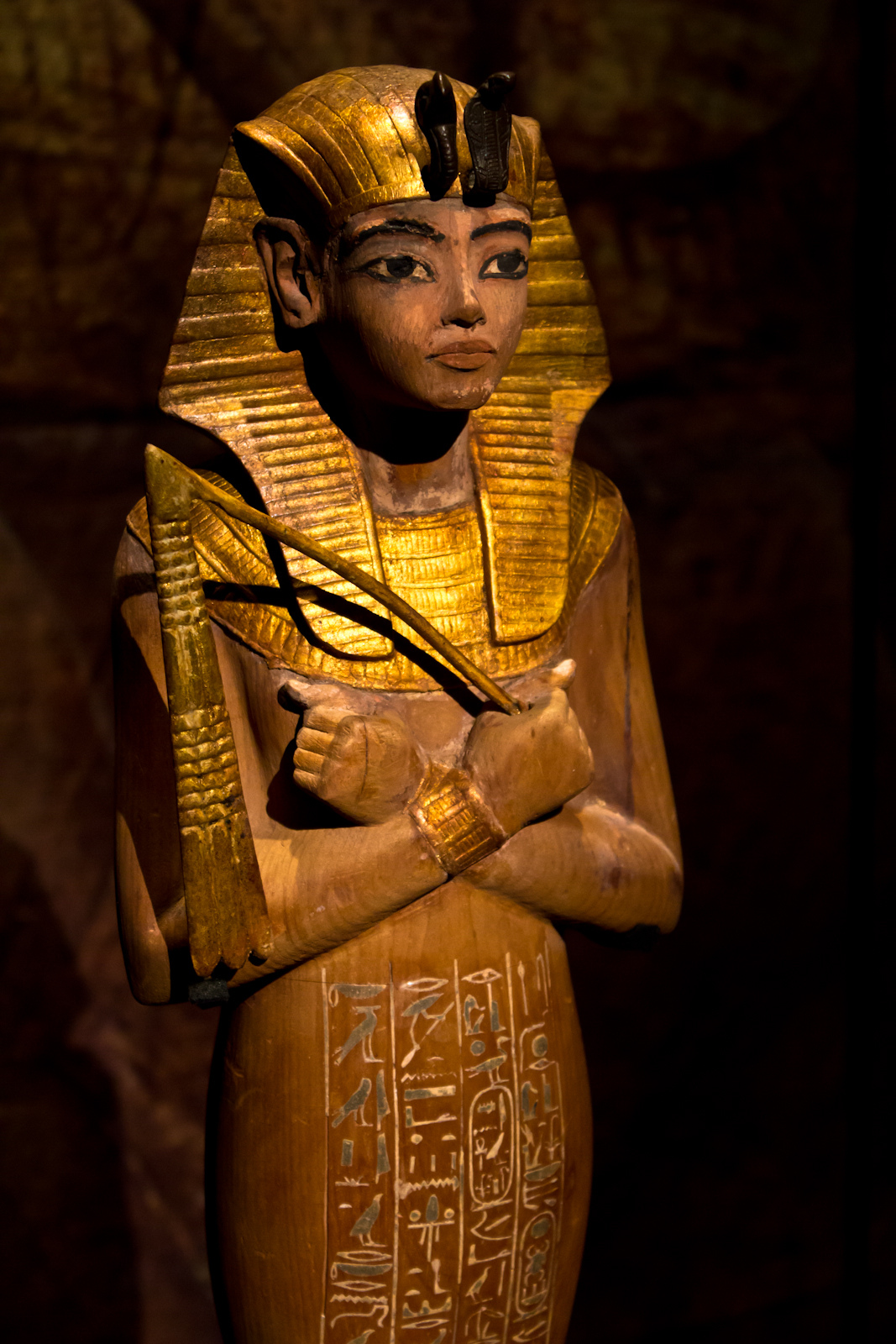
Одна из ушебти Тутанхамона. Позолоченное дерево
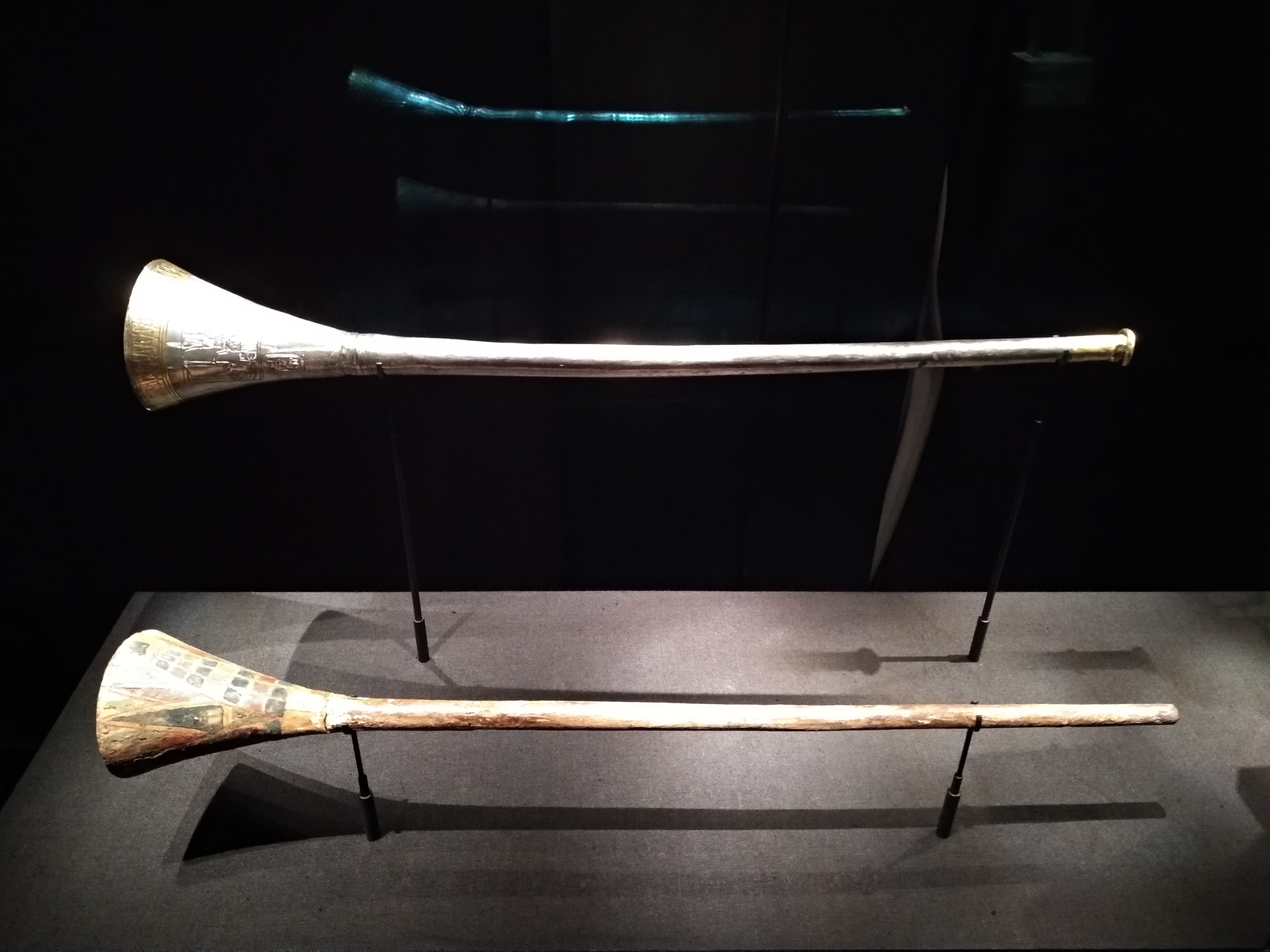
Серебряная труба и её деревянная сурдина

### Ковчеги и саркофаги

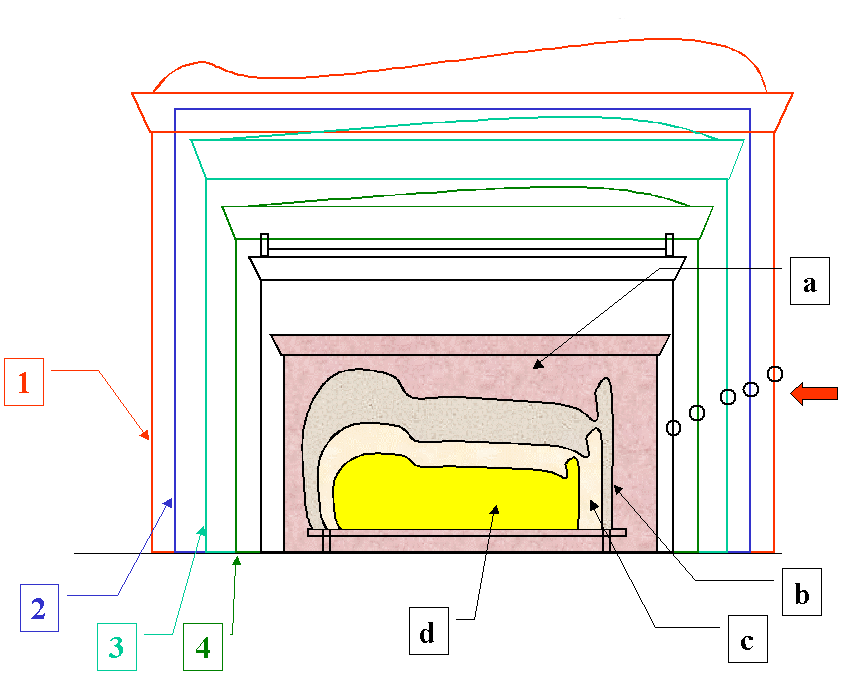
Порядок ковчегов и саркофагов: 1) внешний ковчег (красный)2) катафалк (синий) с льняным покрывалом и розетками
3) второй внешний ковчег (бирюзовый)
4) средний ковчег (зелёный), чёрный: внутренний ковчег
a) каменный саркофаг
b) первый саркофаг
b) второй саркофаг
c) третий саркофаг из золота
d) мумия

Аналогов четырём ковчегам, найденным в погребальной камере, не существует; другие подобные «контейнеры», которыми закрывали и защищали мумии фараонов, целиком не сохранились. Древнеегипетские мастера создали в стеснённых условиях похоронного покоя весьма сложную конструкцию. Размер внешнего — 508 см × 328 см × 275 см (Ривс) по данным Картера 17 × 11 × 9 футов (5,2 м × 3,35 м × 2,75 м). Изготовлены из кедра (Ривс) или дуба (Картер). Внешний ковчег инкрустирован синим фаянсом и испещрён защитными заклинаниями. Два внешних саркофага собраны из дубовых досок с позолотой поверх грунтового основания. Изображения на них выполнены при помощи гравировки. Между первым и вторым саркофагом была установлена деревянная рама, которую считают третьим ковчегом. На неё был натянут полотняный покров с нашитыми розетками. Сохранить удалось только розетки, материя от времени истлела. Четвёртый ковчег — также из дуба, но украшения нанесены техникой барельефа. В промежутках между саркофагами обнаружено много ритуальных предметов и оружия: амулетов, вёсел, луков, булав. На восточной стене ковчега установлены дверцы на петлях, запечатанные в момент обнаружения царскими печатями.
Внутри четвёртого ковчега исследователей ждал прямоугольный монолитный саркофаг 2,74 м × 1,47 м × 1,47 м, сработанный из глыбы красного кварцита, с крышкой из гранита. По углам саркофага на камне вырезаны изображения богинь Исиды, Нефтиды, Селкет и Нейт, с руками-крыльями защищающими покоящегося в нём. Трещина на крышке явилась ещё одним свидетельством спешки, в которой велось строительство гробницы. Прямоугольная форма и карниз характерны для периода поздней XVIII династии, контрастируя с более распространённой овальной формой времен Хатшепсут и Тутмоса IV. Прямоугольная форма саркофага также чаще встречалась в погребениях персон рангом ниже фараона. Внешний вид саркофага носит явные следы доработки и изменения текстов. Узор с крыльями охраняющих богинь был добавлен с тем, чтобы скрыть часть ранее выгравированного текста. Это ещё одно свидетельство того, что Тутанхамон, возможно, «занял» чужую гробницу. Впрочем, доработка только улучшила облик саркофага, добавив художественных достоинств.
Кварцитовый саркофаг сохранил внутри три последовательно вложенных друг в друга антропоморфных гроба, повторявших контуры тела фараона. Два внешних гроба изготовлены из дерева с позолотой. Все три изображают фараона в образе Осириса и повторяют с некоторыми вариациями мотив маски фараона. Внешний антропоидный гроб относился к стилю «риши», поскольку в орнаменте преобладали перья, более характерные для XVII династии. Третий внутренний гроб выкован из листового золота толщиной 2,5-3,5 мм. Масса золота одного только третьего гроба составила около 110 кг.

Ковчеги Тутанхамона
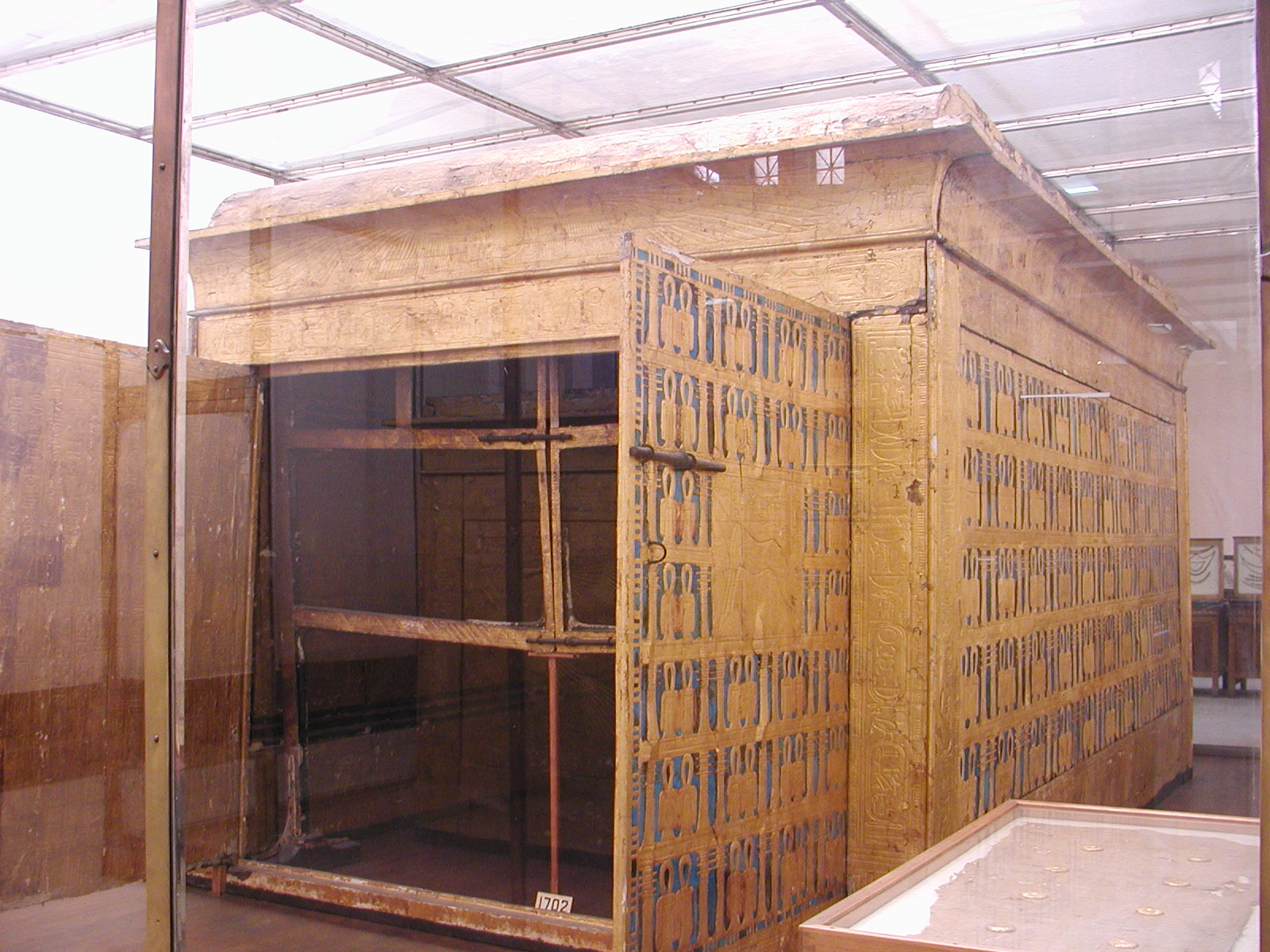
Четвёртый золотой ковчег с катафалком в Каирском музее (JE 60664)
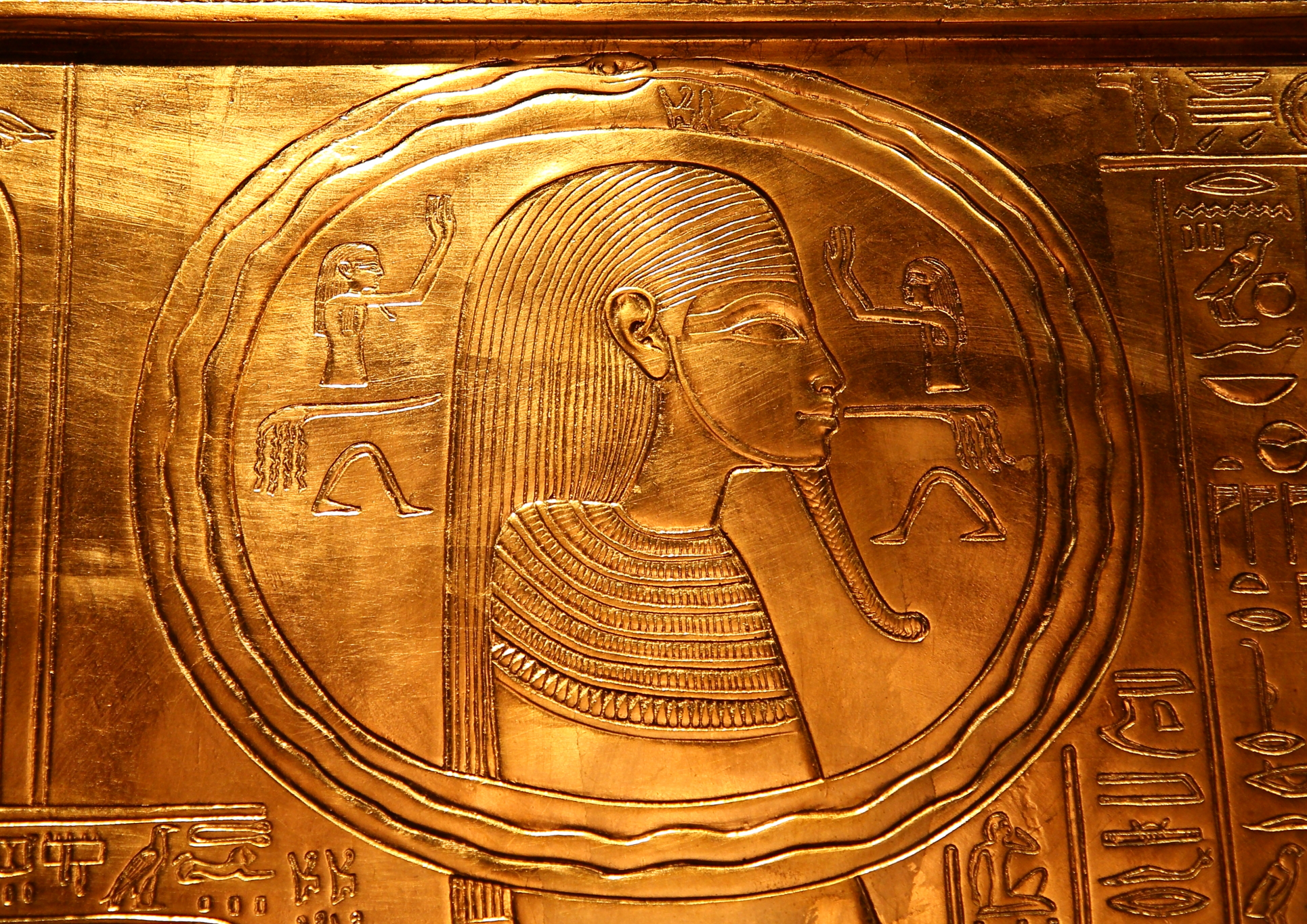
Уроборос на втором внутреннем ковчеге (копия). Оригинал выставлен в Каирском музее (JE 60660)
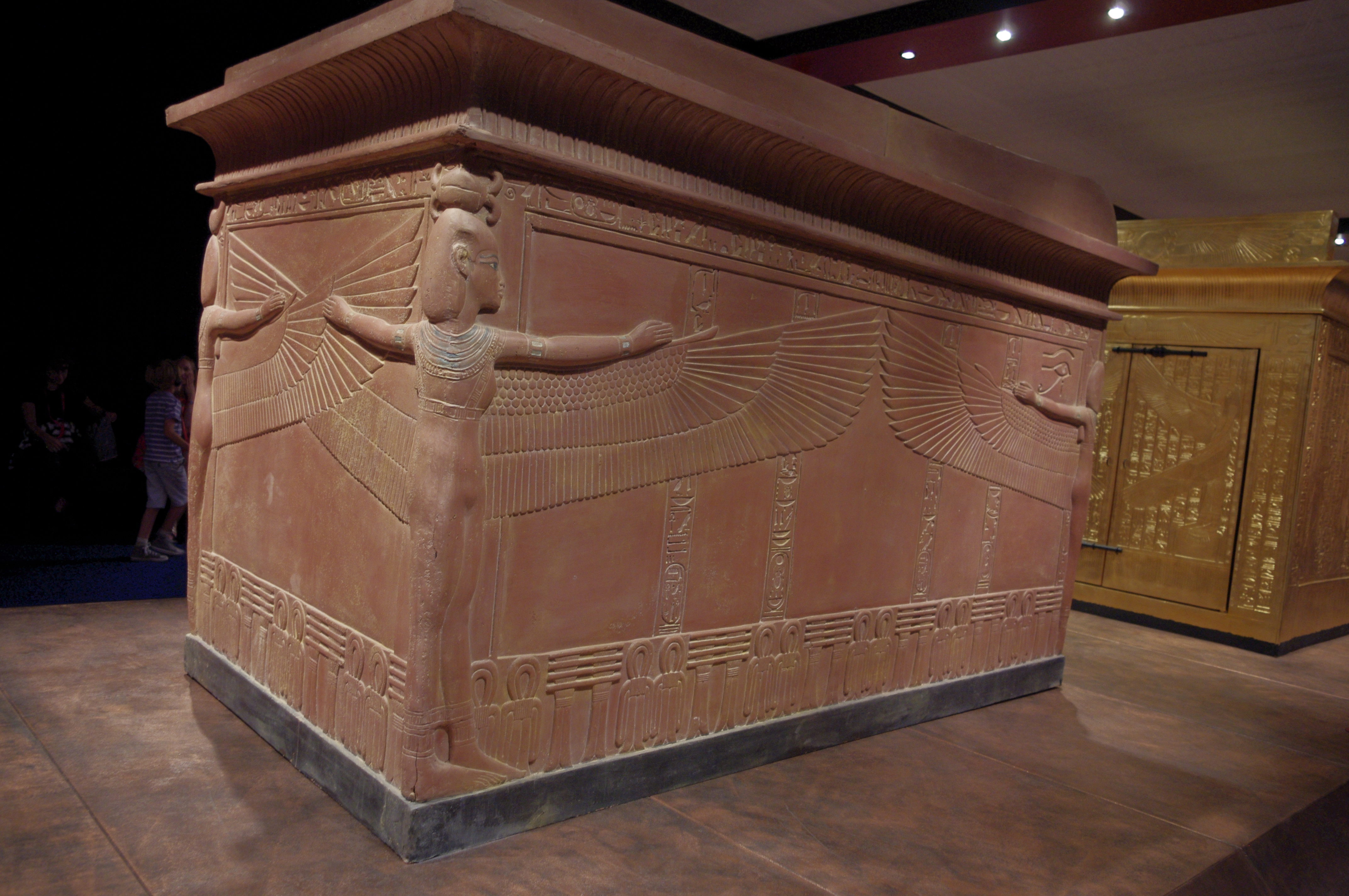
Копия саркофага Тутанхамона с изображением богини Нейт
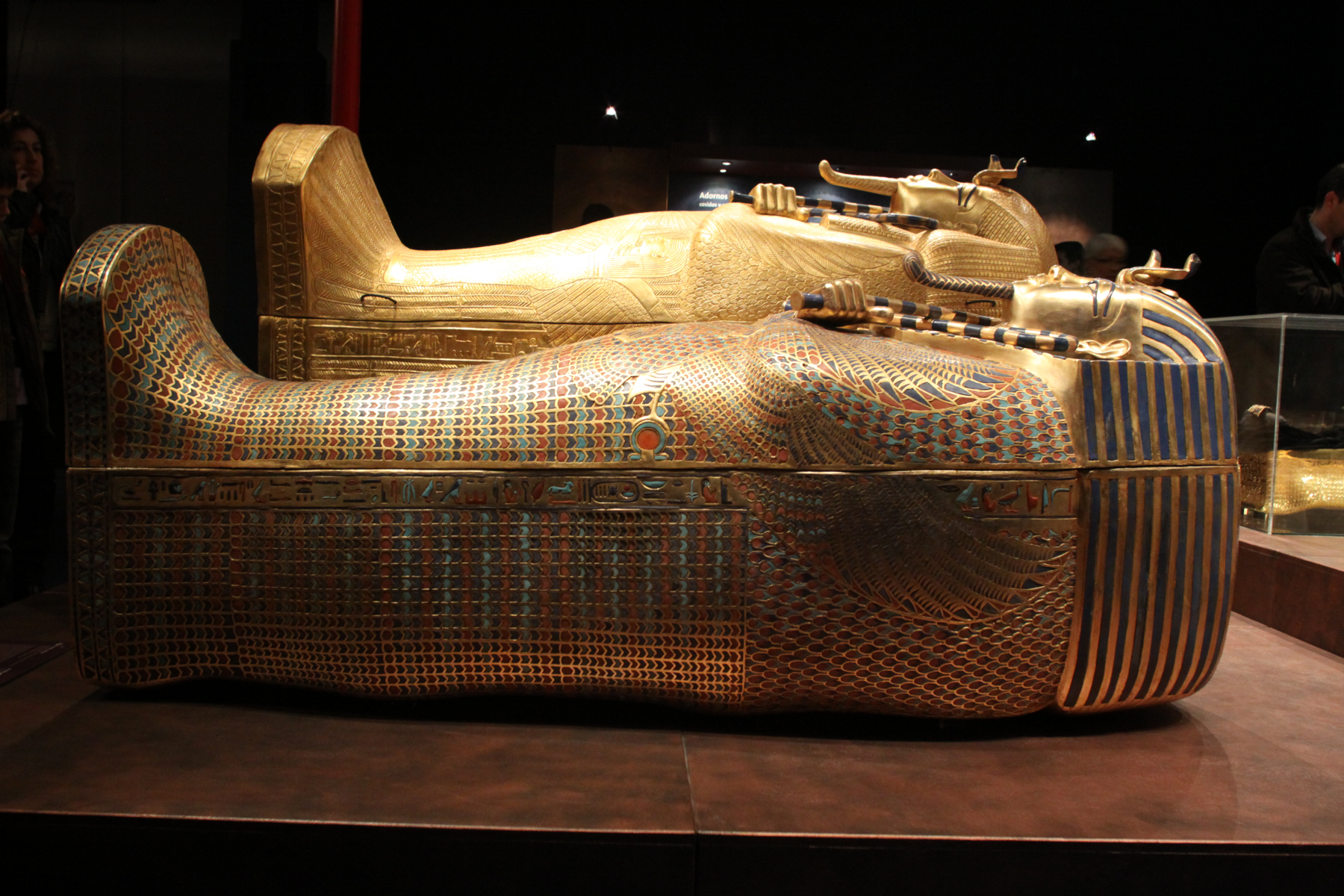
Копии саркофагов Тутанхамона
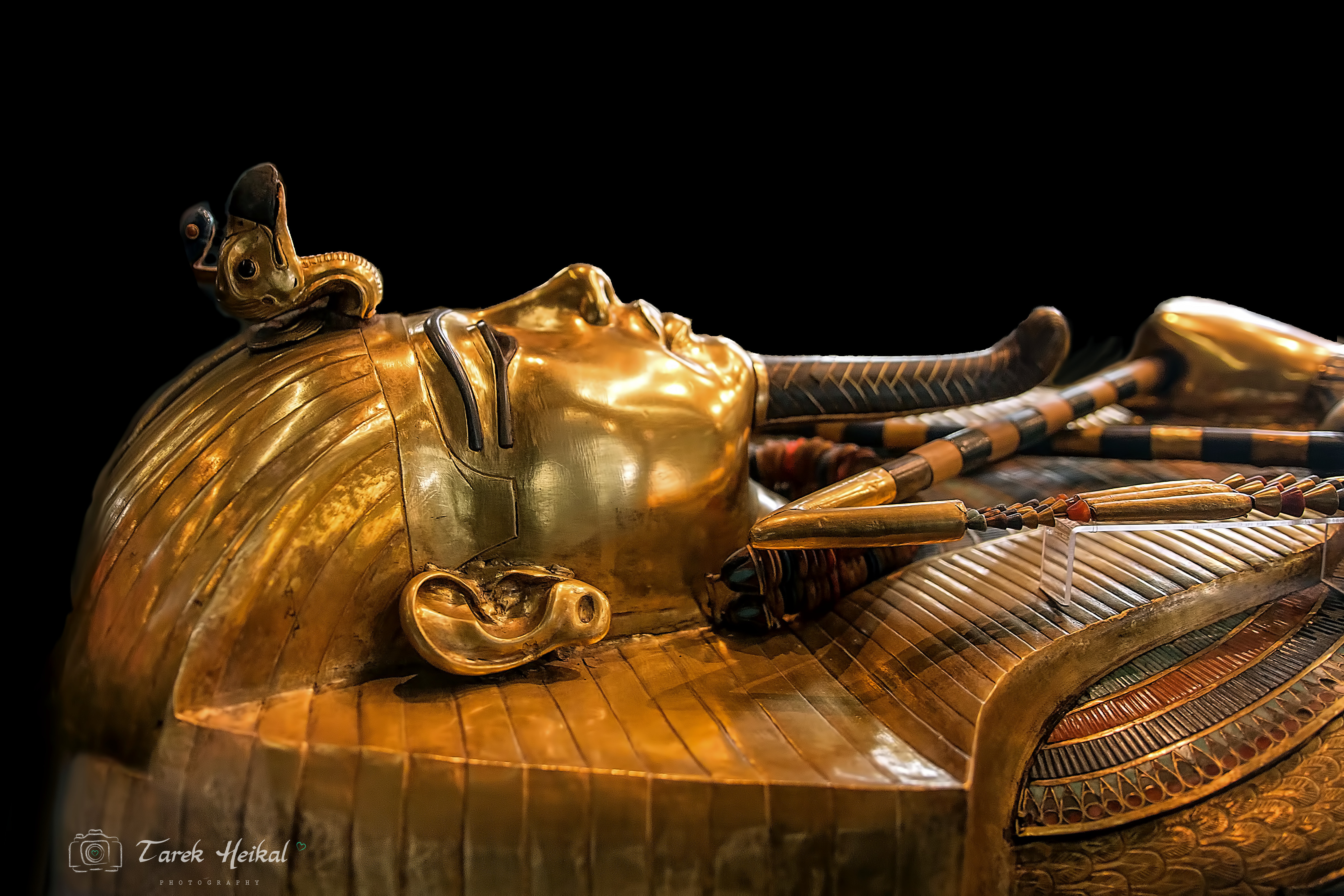
Третий саркофаг из листового золота

### Мумия и маска

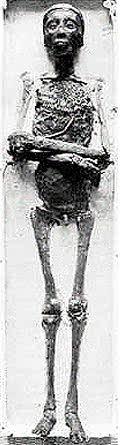
Мумия Тутанхамона

Забальзамированное тело фараона оказалось в довольно плохом состоянии по сравнению с другими мумиями, обнаруженными в Долине. В целом было отмечено несколько отклонений от строгой погребальной процедуры Нового Царства. Для бальзамирования был использован чрезмерный объём смолы. В результате процесса карбонизации смеси масел и смол, которыми был залит гроб, ткани частично разложились. К счастью, маслами обливали только тело, стараясь, чтобы они не попали на голову и ноги, поэтому пострадало в основном туловище. Для пеленания тела использовалась очень тонкая полотняная ткань, фактуры батиста, плохо сохранившаяся со временем. Отделить полотно, которым обертывали тело, не повредив покровы, было сложно. В результате действий команды Картера, пытавшейся отделить мумию от гроба посредством нагревания и механического воздействия, тело фараона дополнительно пострадало.
Первичное анатомическое обследование производил профессор Дуглас Дейни. Фараон был юношей хрупкого телосложения. Высота мумии была 1,63 м, таким образом, рост Тутанхамона при жизни был около 1,65 м. Весь волосяной покров был удалён. На мумии обнаружен разрез для изъятия внутренних органов перед бальзамированием: слева от пупка до района гребня подвздошной кости. Разрез произведён наискосок, тогда как обычно он делался примерно параллельно линии рёбер. Положение рук было нехарактерно для покойных фараонов данной династии. У Тутанхамона руки остались почти параллельными друг другу, тогда как у других покойников обычно они согнуты вверх и перекрещены.
Первое рентгенологическое исследование мумии было осуществлено в 1925 году. В дальнейшем оно проводилось ещё несколько раз. Компьютерная томография и генеалогический ДНК-тест впервые были проведены в 2005 году. Состояние эпифиза крупных костей организма говорило о том, что фараону было 17-19 лет. Исследования 1968 года учёных Ливерпульского университета при помощи рентгенографии также дали оценку 18-22 года. К сожалению, они не смогли вынести никаких предположений о причине ранней смерти. Хорошее состояние костей не подтвердило версии туберкулёза. Небольшой фрагмент черепа на рентгенограмме, по мнению Николаса Ривза, позволил говорить о версии насильственной смерти как наиболее вероятной. Данная точка зрения спорна, Исидор Кацнельсон её не разделял. Советский египтолог упоминал в качестве причины вырождение и дегенерацию всего семейства. Сменхкара, предшественник Тутанхамона на троне, отличался болезненностью и также умер молодым, в возрасте около 25 лет. Однозначно можно утверждать, что фараон страдал от малярии и незадолго перед смертью сломал ногу. Однако подобная болезнь и травма, как правило, не являются опасными для жизни. Наиболее вероятной остаётся версия смерти от неизвестного несчастного случая.

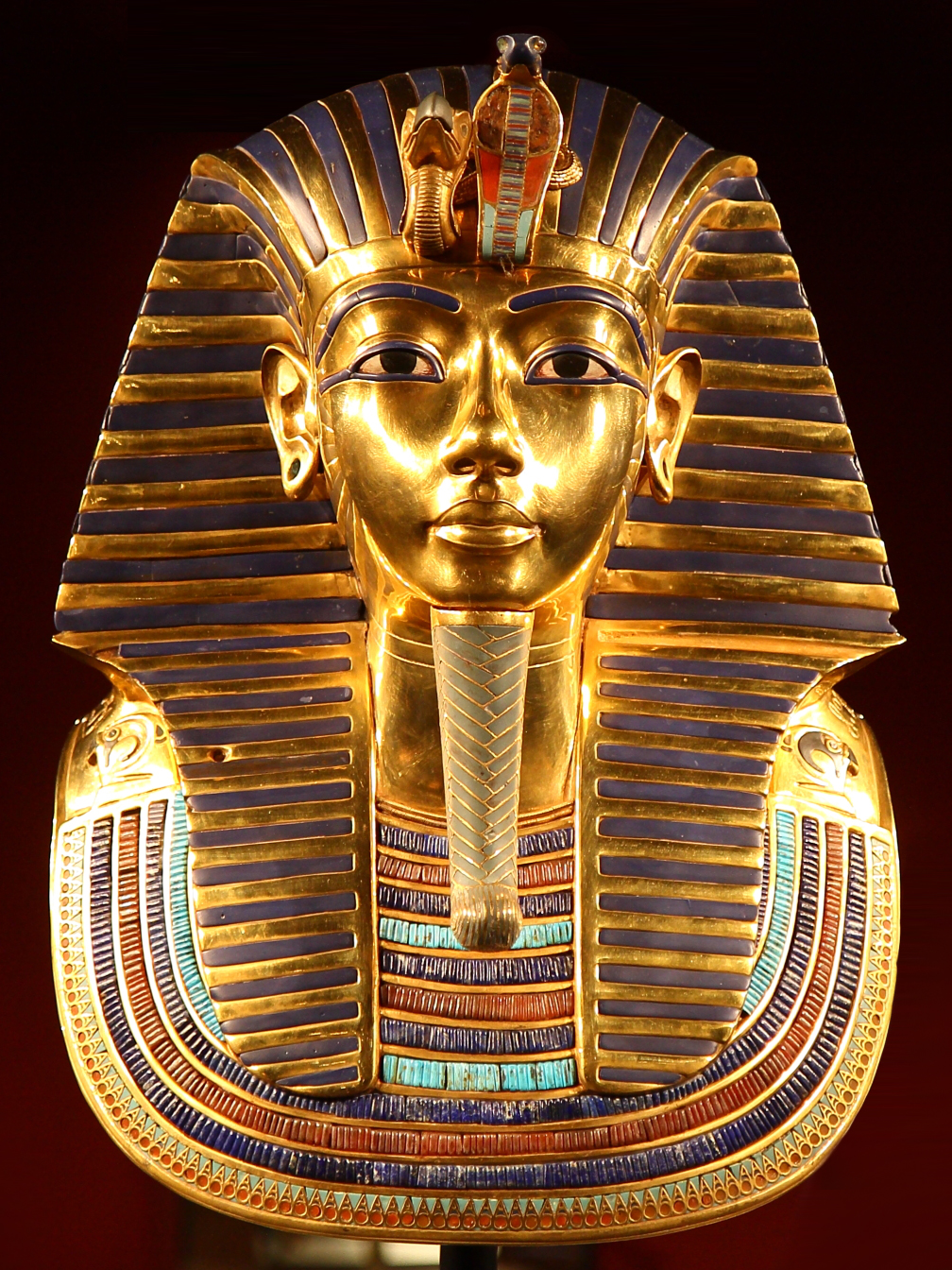
Маска Тутанхамона. Кованое золото, кварц, лазурит

Обнаружение золотой маски — прекрасного образца древнеегипетского ювелирного искусства, стало венцом всей эпопеи исследования гробницы. Юный фараон изображён в образе Осириса, с головным убором немес. Маска весом 10,23 кг выкована из двух листов золота, с инкрустацией из голубого стекла и лазурита, а глаза изготовлены из полупрозрачного кварца. В скрещённых руках — цеп и жезл, символы царской власти. Маска демонстрировала сходство фараона с портретами Эхнатона и царицы Тии, что стало косвенным свидетельством их родства.
При обёртывании мумии в полотно вкладывали многочисленные защищающие талисманы. Пальцы рук и ног были вставлены в золотые футляры. Всего на мумии обнаружено 143 различных предмета, относившихся к амулетам и украшениям разного характера. Туловище фараона защищено пекторалями с изображениями богинь Нехбет и Уаджит в технике перегородчатой эмали. Необычным было и то, что в числе амулетов не был найден обязательный, описанный в заклинании № 30 Книги мёртвых, сердечный скарабей, который клали на грудь мумии с левой стороны. Существует версия, что скарабея мог похитить кто-то из команды Картера во время исследования мумии. Впрочем, не обнаружили и самого сердца, хотя, по принятому ритуалу, сердце у покойного египтяне не удаляли.
Среди массы амулетов, вложенных в пелены мумии, примечательны два кинжала. Первый из них — с золотым лезвием, тонко украшенной ручкой и ножнами. По мнению Пиотровского, оружие не египетское, а, скорее, изготовлено в Малой Азии. Второй кинжал оказался железным, причём практически не пострадал от ржавчины, в отличие от других предметов из того же металла. Более позднее исследование позволило отнести его материал к метеоритному происхождению. Подобные артефакты вызвали пристальный интерес исследователей. Железо ограниченно использовалось в бронзовой культуре Древнего Египта и редко попадалось при раскопках. Обнаружение амулетов из железа дезавуировало теорию о том, что для египтян железо считалось «нечистым» металлом. Как бы то ни было, египтяне вряд ли владели технологией обработки железа и эти образцы скорее всего получили в обмен от соседних народов в ритуальных целях.

### Последствия ограблений

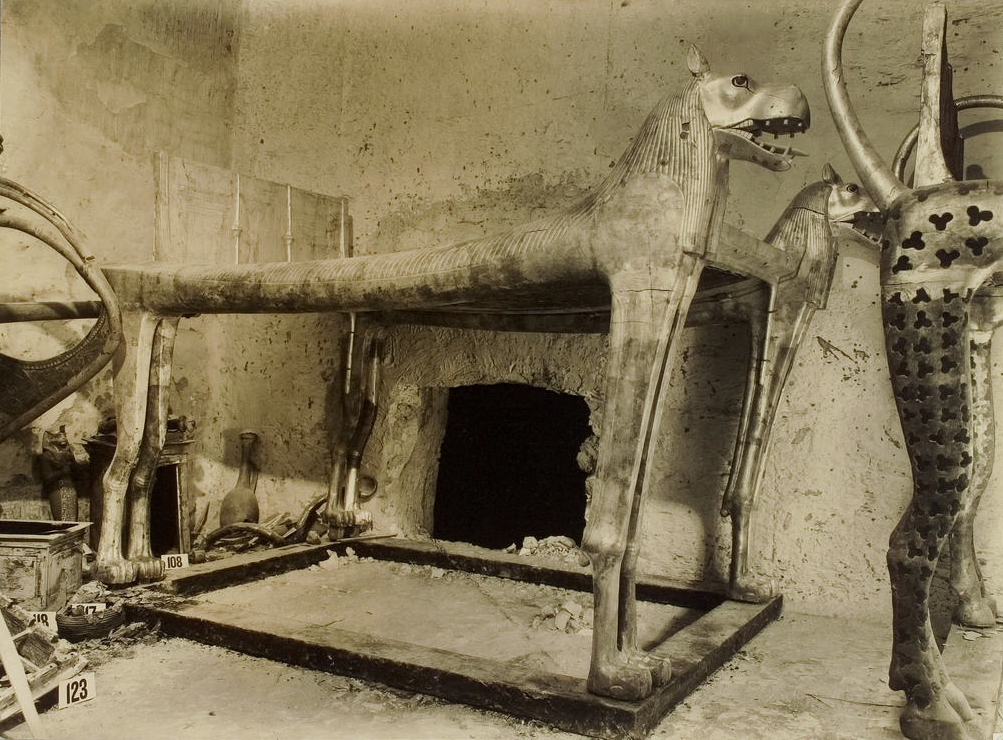
Отверстие в стене в кладовую, проделанное ворами. На переднем плане — царское ложе

Анализ обнаруженных объектов гробницы и их расположение позволили судить о том, что в неё ещё в античное время проникли две группы воров. Картер предположил, что первое несанкционированное проникновение в гробницу произошло всего через 10-15 лет после похорон. Первая компания преступников обнесла все помещения гробницы, не добравшись только до саркофагов. Их интересовали ювелирные изделия. Вторая, более поздняя по времени (правление Хоремхеба) группа наведалась только в кладовую и прихожую, так как охотилась за благовониями, имевшими высокую ценность в древнем мире, но уделила внимание и драгоценностям. Самого популярного в Египте украшения — браслета, в итоге, археологи нашли всего три штуки. Воры варварски обошлись со многими предметами, сломали царский трон, перевернули и перетряхнули многие ларцы, полностью нарушив порядок, кое-где сломав и разбросав остатки. Особенно пострадала кладовая. Парадный панцирь фараона, инкрустированный золотом и сердоликом, был разорван на части, которые были разбросаны по всей прихожей. Судить о похищенном можно было по описям на дверцах. Иногда оставались явные следы. В одном из ларцов в сокровищнице точно хранилась массивная, вероятно, золотая статуэтка, так как от неё остался различимый след на небольшом постаменте.

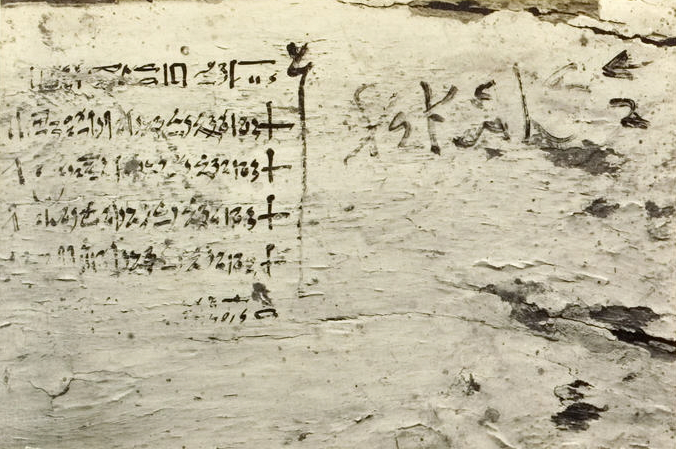
Инвентарный список иератическим письмом на деревянном сундуке, где упоминаются Эхнатон и Нефернефруатон

От полного разграбления гробницу Тутанхамона спасло стечение обстоятельств. Уже во время первого посещения ворам явно помешали, возможно, их задержали. Только так можно объяснить обнаружение нескольких золотых колец, подготовленных к выносу и завязанных в узелок, но брошенных на месте. После второго посещения воров гробницу восстановили, хотя и сделали безалаберно, в крайней спешке. Разбросанные предметы кое-как побросали в сундуки и захлопнули крышки, не соблюдая прежнего порядка. Картер отметил, что хорошего в этом было только одно: те, кто восстанавливал покои фараона, явно могли поживиться, но не тронули ни одного предмета. Уходя, чиновники снова замуровали и опечатали каменные переборки (причём, первоначальным комплектом печатей), и засыпали коридор грунтом (хотя это могло произойти и значительно позже, по естественным причинам). Обо всем этом можно косвенно судить по граффити на одной из стен соседней гробницы Тутмоса IV. Фараон Хоремхеб повелел своему чиновнику Маи восстановить содержимое другой пострадавшей от воров гробницы. Вероятно, в это же время было восстановлено и захоронение Тутанхамона.
Во времена XVIII—XIX династий, правления Хоремхеба государственная власть окрепла и охрана в Долине была более—менее действенна. К XX—XXI династии, времени междоусобиц и ослабления фараонов, пострадали все окружающие захоронения, а место упокоения Тутанхамона сохранилось только чудом. Сказались организованные действия потомков XVIII династии по вымарыванию истории. Вход в гробницу оказался скрыт, не исключено, что сильным дождём. Потом над входом построили жилища рабочих, и о ней окончательно забыли. По той же причине её не смогли найти и многочисленные археологические экспедиции. Их сбило со следа слишком близкое расположение по отношению к гробнице Рамсеса VI.

Вместе с обычными предметами, необходимыми для подавления тёмных сил подземного мира, в погребальном покое в небольших оштукатуренных нишах, обращённых на все четыре стороны света, стояли магические фигурки. Этого требовал для сохранения гробницы и самого усопшего религиозный ритуал «Книги мертвых». На магических фигурках написаны заклинания, которые должны «отразить врага Осириса, в каком бы виде он ни появился». И они выполнили своё назначение. Из двадцати семи фараонов Египта эпохи Нового царства, погребённых в Долине, только один Тутанхамон остался непотревоженным на протяжении тридцати трёх веков. Даже тогда, когда хищные руки осквернили его гробницу, Амон-Ра защитил его от грабителей. Может быть, подобно древним обитателям Фив, мы должны предположить, что Амон-Ра так долго охранял гробницу из чувства благодарности? Ведь Тутанхамон способствовал победе фиванских богов над еретическим учением Эхнатона, отстраивая святилища этих богов и восстанавливая их храмы!
— Говард Картер 
Особенность договора на концессию была ещё и в том, что если археологи обнаружат нетронутую гробницу, то тогда должны получить отдельное разрешение на продолжение и должны были передать её полностью государству. Такой вариант сильно изменил бы ход событий, связанных с открытием гробницы. Однако факт проникновения привёл к обычному порядку работ.

### Значение

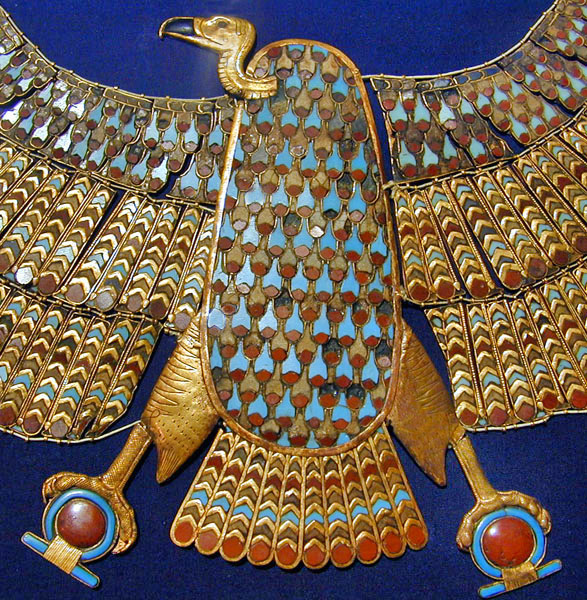
Амулет фараона, ожерелье пектораль (деталь) в виде стервятника Нехбет — считается примером первого использования эмали в ювелирном искусстве

Впервые за многолетнюю историю египтологии в руки исследователей попал подобный объём материала, предметов быта, образцы прикладного искусства эпохи. Влияние KV62 на развитие египтологии можно сравнить только с открытием гробницы Хора (1894 год) и Псусеннеса I (1940 год).. Благодаря достаточно полной подборке и сохранности объектов гробницы Тутанхамона удалось восстановить внешний вид аналогичных находок в других раскопках, сделать выводы об искусстве и технологиях того времени. Так, например, «флотилия» прекрасно сохранившихся миниатюрных судов дала представление о мастерстве кораблестроения в Египте. Сосуды для вина рассказали многое об искусстве виноделия древнего мира. Многие из обнаруженных предметов уникальны и больше не встречались нигде. В частности, некоторые виды оружия — палицы с металлическими наконечниками, бронзовые мечи. Отдельные образцы амулетов, вложенных в мумию фараонов, — первые образцы использования техники эмали в истории ювелирного искусства.
Впервые учёные увидели сохранившиеся образцы прикладного искусства широкого круга, полноценно характеризующие быт и культуру эпохи: мебель, посуду, обувь, косметику, оружие, упряжь, колесницы. Объекты интеллектуального круга: комплекты для настольных игр, приборы для письма, музыкальные инструменты. Анализ культовых предметов из гробницы позволил более подробно описать похоронный ритуал, последовательность и продолжительность действий. Тем не менее, художественное значение коллекции гробницы Тутанхамона чрезвычайно велико. Артефакты, найденные в ней, характеризуют искусство короткой и яркой амарнской эпохи, отличавшегося от творений времен Среднего Царства. Художники и ваятели уходят от помпезности и официоза, больше проявляется реализм. Переходный фиванско-амарнский стиль предметов позволил исследователям назвать их специфический вид «стилем Тутанхамона».

Сокровища, наполнявшие гробницы, были поистине огромны, что можно заключить по содержимому усыпальницы Тутанхамона. Если в его относительно скромной по площади и числу помещений — их было всего четыре — гробнице найдены такие богатства после её ограбления, то трудно даже представить себе, с какой расточительной щедростью снаряжали в последний путь правивших до и после него более могущественных и дольше занимавших престол фараонов.
— И. Кацнельсон
Первоначальное ожидание последующей серии открытий оказалось несколько преувеличено. Гробница не дала каких-либо важных дополнительных сведений о жизни и периоде правления фараона, политической ситуации в стране. В ней не было обнаружено новых текстов, ни одного папируса. Некоторые косвенные данные все же позволили уточнить датировку событий. Подписи на сосудах для вина сообщают, какого царства и какого года был урожай, кому был преподнесён напиток. Эти сведения позволили говорить о том, что Тутанхамон взошёл на трон в возрасте около девяти лет и его примерно в этом возрасте женили на принцессе Анхесенамон. Поклонение Атону или ересь Амарны длилась не менее 21 года и продолжалось некоторое время при правлении Тутанхамона.
В Долине царей обнаружено всего две гробницы, относящиеся к амарнскому периоду: KV55 и KV62. Исследование гробницы так и не позволило ответить на важный вопрос — кем же были родители фараона. Один из главных вопросов: почему в гробнице Тутанхамона столько предметов, относящихся к Эхнатону, Сменхкара и некоторым другим лицам из их окружения? Одно из объяснений заключается в постепенном возврате от культа единого бога Атона к старому пантеону божеств и прежней похоронной процедуре, произошедшем незадолго перед смертью Тутанхамона. В результате пришлось использовать артефакты, оставшиеся не востребованными для Сменхкара и Нефернефруатон. Сравнение образцов ДНК мумии, обнаруженной в гробнице KV55, одной из главных загадок Долины, так и не дало определённых результатов. Мумия KV55, по наиболее распространённой версии — останки Эхнатона. Другая версия, что безымянная мумия относится к полумифическому фараону Сменхкара, своего рода «промежуточному звену» от Эхнатона к Тутанхамону. Обе версии так не нашли подтверждения. Тем не менее прядь волос, принадлежавших Тие, обнаруженная в сокровищнице, помогла разобраться с мумией KV35YL (так называемая «молодая женщина» из KV35). Генетический тест показал, что это — мать Тутанхамона и дочь Тии. Исследования мумий двух плодов из сокровищницы показали, что они были женского пола, возраст одного — 25 недель, другого — 35 недель. Оба страдали от расщепления позвоночника. Исследования 2000-х годов показали их генетическую связь с женской мумией KV21A, считающейся останками Анхесенамон. Однако определить степень родства не удалось. Закончить исследования учёным помешала революция 2011 года. Возможно, они будут продолжены.

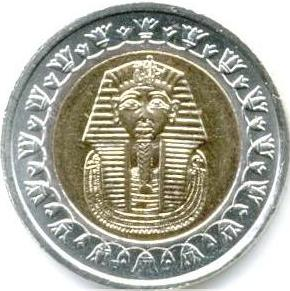
Маска Тутанхамона на монете в 1 египетский фунт

Большую роль в изучении наследия сыграла личность Говарда Картера как учёного и археолога. Николас Ривз отметил, что только благодаря ему для науки оказались сохранены все богатства гробницы, если только их вообще можно было спасти. По сей день для идентификации предметов гробницы используется система нумерации, разработанная Картером. Важным результатом исследования стали 1400 фотопластинок Гарри Бертона высокого качества, запечатлевших артефакты и все этапы раскопок. При съёмке снаружи гробницы Бертон предпочитал естественное освещение, не жалел на это времени, благодаря чему добился качественного, естественного изображения на фотоматериалах.
Николас Ривз в своей серии лекций «После Тутанхамона» отметил, что открытие гробницы завершило «золотой век» открытий в археологии Древнего Египта с 1898 по 1922 год. Затем начался период осмысления и анализа обнаруженных материалов.

## Влияние
Интерес в обществе к истории Древнего Египта возник ещё во времена походов Наполеона и первых открытий в долине Нила. Достаточно вспомнить о таких произведениях, как опера «Аида» Верди или поэма «Озимандия» Шелли. Египтизирующий стиль в искусстве нового времени также возник ещё в начале XIX века. Открытие Картера и Карнарвона снова возродило интерес общественности. Два пика интереса к теме: в 1920-х и в 1970-х годах обусловлены самим открытием и всемирной серией выставок. Несколько модных домов выпустили линию одежды в египтизирующем стиле в 1923 году. Известностью пользовались музыкальные темы, посвящённые Древнему Египту. Проклятие фараонов и открытие гробницы Тутанхамона побудили к написанию целой серии развлекательных книг.
В западном мире Тутанхамона называют кратко «Царь Тут» (King Tut) или «мальчик-фараон» (Boy-pharaon). Как отметила New York Times: «египетская лихорадка» в 1976—1979 годах распространялась быстрее азиатского гриппа. Египетские мотивы повлияли на моду, аксессуары, мебель, игрушки. После американской серии выставок 1976—1979 годов одной из популярнейших комедийных передач стал скетч Tutmania, снятый для передачи Saturday Night Live в апреле 1978 года. Комик Стив Мартин высмеял в нём коммерциализацию темы «царя Тута». Сингл, записанный по мотивам сценки, получил статус золотого диска.

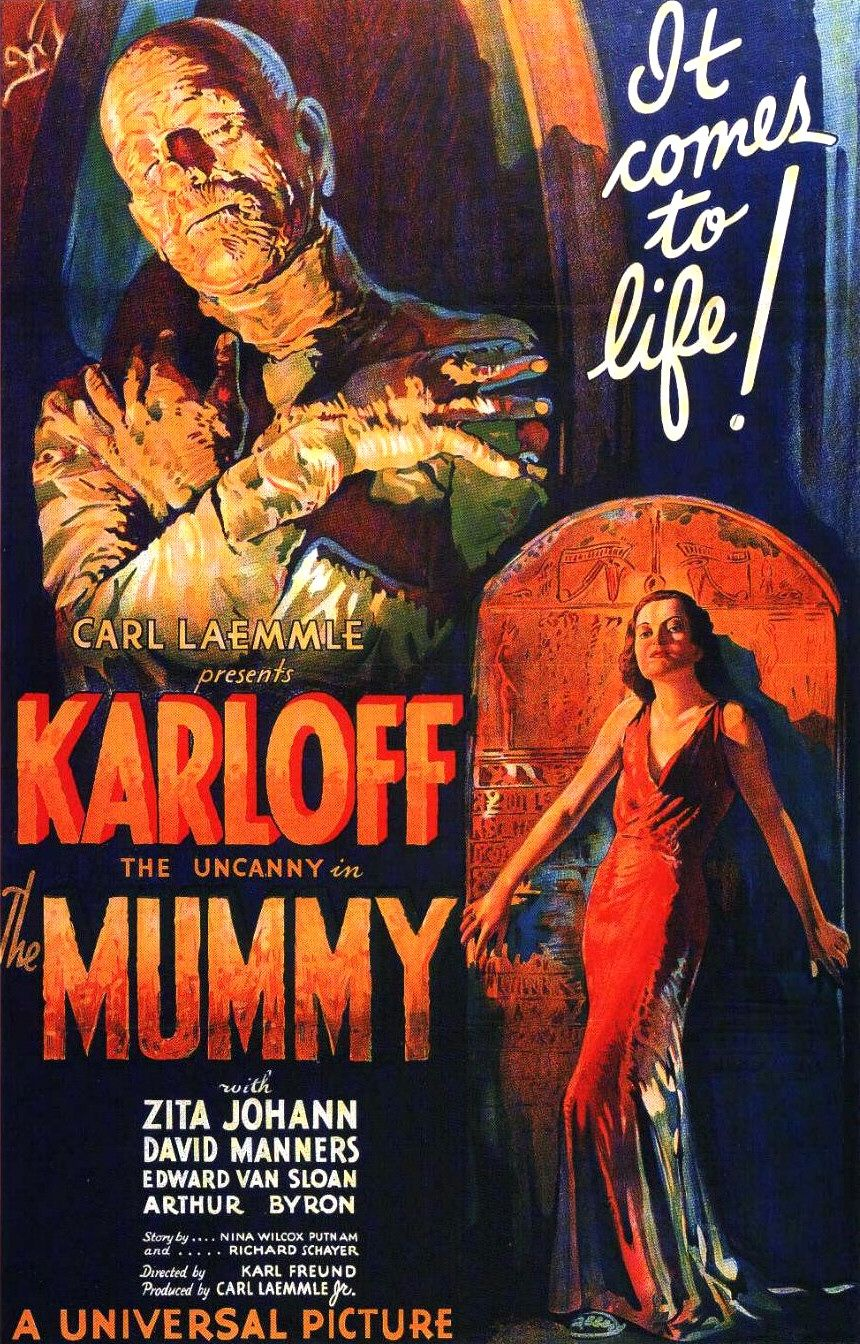
Постер фильма «Мумия» 1932 года с Борисом Карлоффом в главной роли.

Толчком для распространения египтомании послужила история о проклятии фараонов. Рассказы о потревоженных мумиях будоражили читателей со времён первых открытий останков фараонов. С конца XIX века известна городская легенда о проклятой мумии. Основанием для распространения новой волны слухов послужила скоропостижная смерть лорда Карнарвона. Он скончался в 1923 году от укуса москита, после трёхнедельной тщетной борьбы с болезнью. То, что он уже несколько лет был серьёзно болен и попал в юности в тяжёлую автомобильную аварию, не заботило журналистов. Тотчас после его кончины раздались голоса о «возмездии богохульнику». Подогрела истерию публикация оккультной писательницы Марии Корелли, вышедшая за две недели до смерти лорда, повествующая о заговорённой гробнице. Намёк на проклятие содержался в заметке Артура Конан-Дойла памяти лорда.. Вслед за этим произошла серия других смертей, так или иначе связанных с раскопками в гробнице, которые пресса связала с воздаянием за попытку потревожить останки фараона. К недобрым предзнаменованиям впоследствии отнесли и смерть в зубах кобры любимой канарейки Картера, той, что принесла удачу в раскопках. Сотни обеспокоенных коллекционеров египетских древностей и в особенности мумий поспешили избавиться от предметов. Владельцы сдавали их в музеи, некоторые даже зарывали в землю. Картер так комментировал события:

Нет на земле более безобидного места, чем гробница… Здравый человеческий разум должен с презрением отвергнуть такие выдумки
— Говард Картер
События, связанные с открытием гробницы, и сопутствующие слухи оказали значительное влияние на сюжеты эксплуатационного кино уже на заре кинематографа. В 1932 году на экраны вышел фильм ужасов «Мумия» с Борисом Карлоффым в главной роли. Сценаристов вдохновило открытие 1922 года, декорации фильма копировали артефакты из гробницы Тутанхамона. Героиню фильма — египетскую принцессу — звали созвучно супруге фараона — Анксунамун. В дальнейшем на экраны выходили другие фильмы «Мумия», из которых выделяется серия фильмов студии Universal Studios и студии Hammer. Сюжет этих картин (в частности и первой в серии) основывался на популярном переложении реальной истории открытия гробницы в жанре фильмов ужасов. По его сюжету группа археологов открывает гробницу и потревоженная мумия начинает их преследовать.
В 2016 году снят мини-сериал «Тутанхамон», сюжет которого частично основан на событиях открытия гробницы. В нём допущена художественная вольность — персонажей Картера и Эвелин Карнарвон связывают романтические чувства.